# Bahnstrecke Schneeberg–Schlema unt Bf
| Ausschnitt der Streckenkarte Sachsen von 1902 |                                     |                                      |                                 |
| Streckennummer: | 6642; sä. SN                        |                                      |                                 |
| Kursbuchstrecke: | 143c (1934) 171a (1946) 171b (1951) |                                      |                                 |
| Streckenlänge: | 5,152 km                            |                                      |                                 |
| Spurweite: | 1435 mm (Normalspur)                |                                      |                                 |
| Maximale Neigung: | 26,3 ‰                              |                                      |                                 |
| Minimaler Radius: | 162 m                               |                                      |                                 |
| |                                     |                                      |                                 |
| \| \| 0,000 \| (Streckenbeginn) \| (Streckenbeginn) \| \| \| 0,154 \| Schneeberg (Erzgeb) \| 428 m \| \| \| 0,350 \| Lindenauer Bach (10 m) \| Lindenauer Bach (10 m) \| \| \| 0,552 \| Anst Wismut AG \| Anst Wismut AG \| \| \| 1,404 \| Schneeberg (Erzgeb) Hp \| 402 m \| \| \| 3,220 \| Schlema ob Bf \| 361 m \| \| \| \| Anst Blaufarbenwerk Oberschlema \| \| \| \| 5,054 \| Anst Papierfabrik Niederschlema \| Anst Papierfabrik Niederschlema \| \| \| \| von Schwarzenberg (Erzgeb) \| \| \| \| 5,306 \| Bad Schlema (früher: Schlema unt Bf) \| 331 m \| \| \| \| nach Zwickau (Sachs) Hbf \| \| |                                     |                                      |                                 |
| | 0,000                               | (Streckenbeginn)                     | (Streckenbeginn)                |
| Bahnhof (Strecke außer Betrieb) | 0,154                               | Schneeberg (Erzgeb)                  | 428 m                           |
| Brücke über Wasserlauf (Strecke außer Betrieb) | 0,350                               | Lindenauer Bach (10 m)               | Lindenauer Bach (10 m)          |
| Abzweig geradeaus und nach rechts (Strecke außer Betrieb) | 0,552                               | Anst Wismut AG                       | Anst Wismut AG                  |
| Haltepunkt / Haltestelle (Strecke außer Betrieb) | 1,404                               | Schneeberg (Erzgeb) Hp               | 402 m                           |
| Bahnhof (Strecke außer Betrieb) | 3,220                               | Schlema ob Bf                        | 361 m                           |
| Abzweig geradeaus und nach links (Strecke außer Betrieb) |                                     | Anst Blaufarbenwerk Oberschlema      | Anst Blaufarbenwerk Oberschlema |
| Abzweig geradeaus und von rechts (Strecke außer Betrieb) | 5,054                               | Anst Papierfabrik Niederschlema      | Anst Papierfabrik Niederschlema |
| Abzweig ehemals geradeaus und von rechts |                                     | von Schwarzenberg (Erzgeb)           | von Schwarzenberg (Erzgeb)      |
| Bahnhof | 5,306                               | Bad Schlema (früher: Schlema unt Bf) | 331 m                           |
| Strecke |                                     | nach Zwickau (Sachs) Hbf             | nach Zwickau (Sachs) Hbf        |

Die Bahnstrecke Schneeberg–Schlema unt Bf (auch: Schlematalbahn) war eine Nebenbahn in Sachsen. Die kurze Stichstrecke verband die Bergstädte Schneeberg und Neustädtel mit der „Obererzgebirgischen Bahn“ Schwarzenberg–Zwickau.

## Geschichte

### Vorgeschichte und Bau
Bei der Projektierung der Obererzgebirgischen Bahn (Zwickau–Schwarzenberg) wurden im Wesentlichen zwei Streckenführungen untersucht:
- Variante 1 von Wilkau-Haßlau über Kirchberg, Lindenau, Neustädtel und Schneeberg nach Schlema.
- Variante 2 durch das Tal der Zwickauer Mulde über Niederschlema nach Aue. Dabei bleiben Schneeberg und Neustädtel außen vor.

Die Bergstädte Schneeberg und Neustädtel rechneten aufgrund ihrer Bedeutung fest mit der Verwirklichung der ersten Variante und unternahmen keine weiteren Anstrengungen für den Eisenbahnanschluss. Aus topographischen Gründen, die erste Variante über den Hartmannsdorfer Forst war den vorhandenen Lokomotiven zu steil geworden, genehmigte der Landtag 1855 die Streckenführung durch das Tal der Zwickauer Mulde. Nachträgliche Petitionen zur Veränderung der Streckenführung – so sollte die Strecke mit einer Spitzkehre Schneeberg und Neustädtel anbinden – scheiterten ebenfalls.
Ab 1855 ersuchte man die Landesregierung zum Bau einer Stichstrecke vom Bahnhof Niederschlema aus. 1858 wurde der Bau als dampflokomotivbetriebene Strecke genehmigt, obwohl viele Befürworter aus Rentabilitätsgründen nur eine Pferdebahn forderten.
Im Juli 1858 begannen die Bauarbeiten, nur im ab 1856 gebauten Niederschlemaer Bahnhof waren fast keine Änderungen nötig, da dieser schon als Trennungsbahnhof für die Stichstrecke konzipiert worden war.
Nachdem im Sommer 1859 die Bauarbeiten größtenteils abgeschlossen waren, wurde die Strecke am 19. September 1859 eröffnet. 1860 wurden die letzten Arbeiten, wie das Empfangsgebäude im Bahnhof Schneeberg-Neustädtel und die Haltestelle Oberschlema, fertiggestellt.

### Betrieb bis 1917
Im Jahre 1876 erhielt der Bahnhof Oberschlema ein Bahnhofsgebäude und eine Restauration.
Mit Einführung der Trennung zwischen Hauptbahn und Sekundärbahn wurde am 15. Oktober 1878 die Strecke als Sekundärbahn eingestuft, und die beschrankten Bahnübergänge wurden entfernt. Die Lokomotiven mussten nun durch Läuten und Pfeifen ihr Kommen ankündigen. Der Bahnhof Niederschlema erhielt im Jahre 1900 ein neues Empfangsgebäude.
Aufgrund der wachsenden Bebauung des Schneebergs in Richtung Casinoberg wurde 1902 der Haltepunkt Schneeberg am Fuße des Gleesberges bei der Kreuzung Kobaltstraße/Auer Straße eröffnet, um den Weg zur Bahn für die Schneeberger Bürger zu verkürzen.

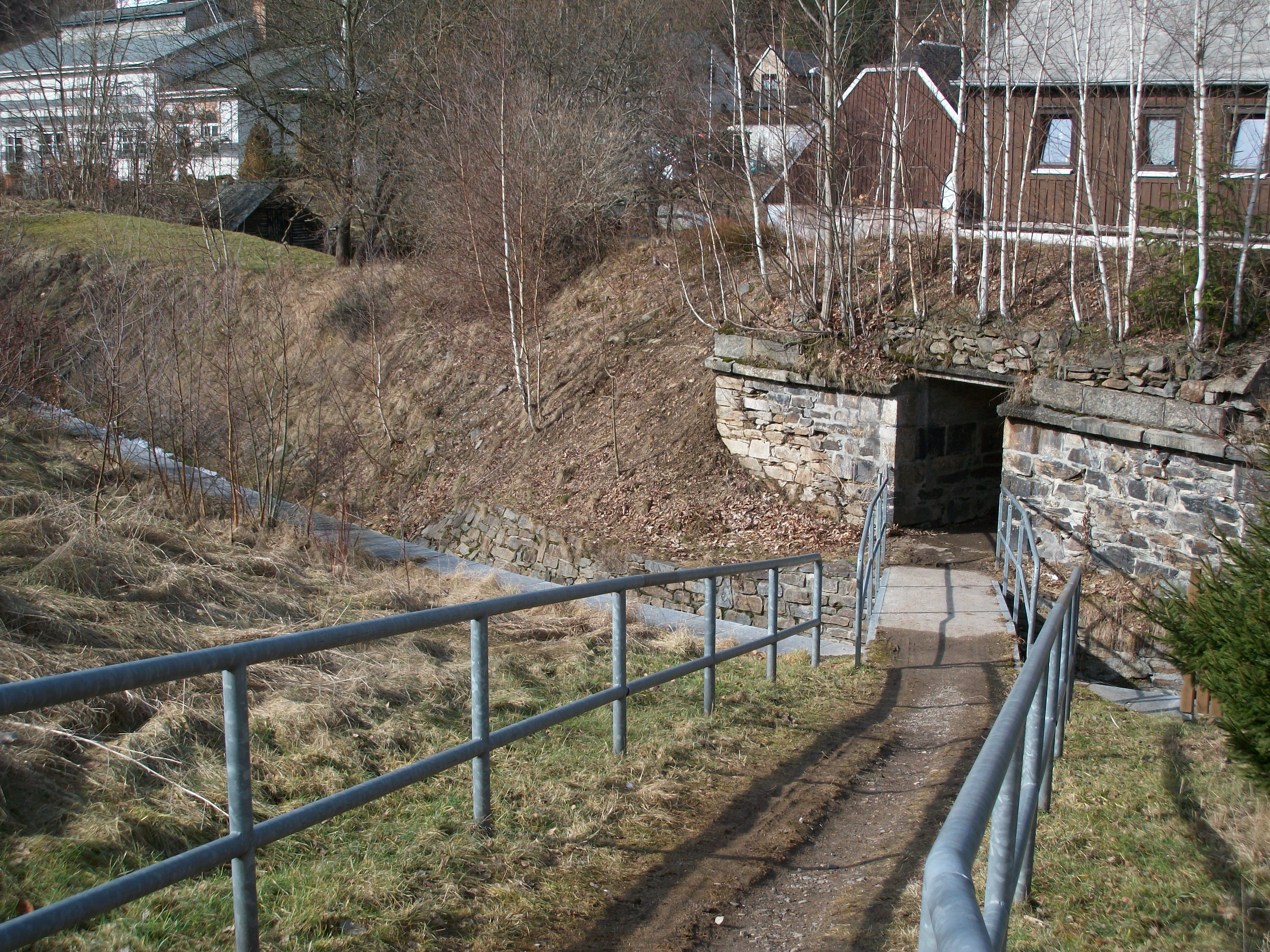
Bahnunterführung bei der Brandmühle in Oberschlema

### Betrieb während des Kurbetriebes 1917 bis 1945/46

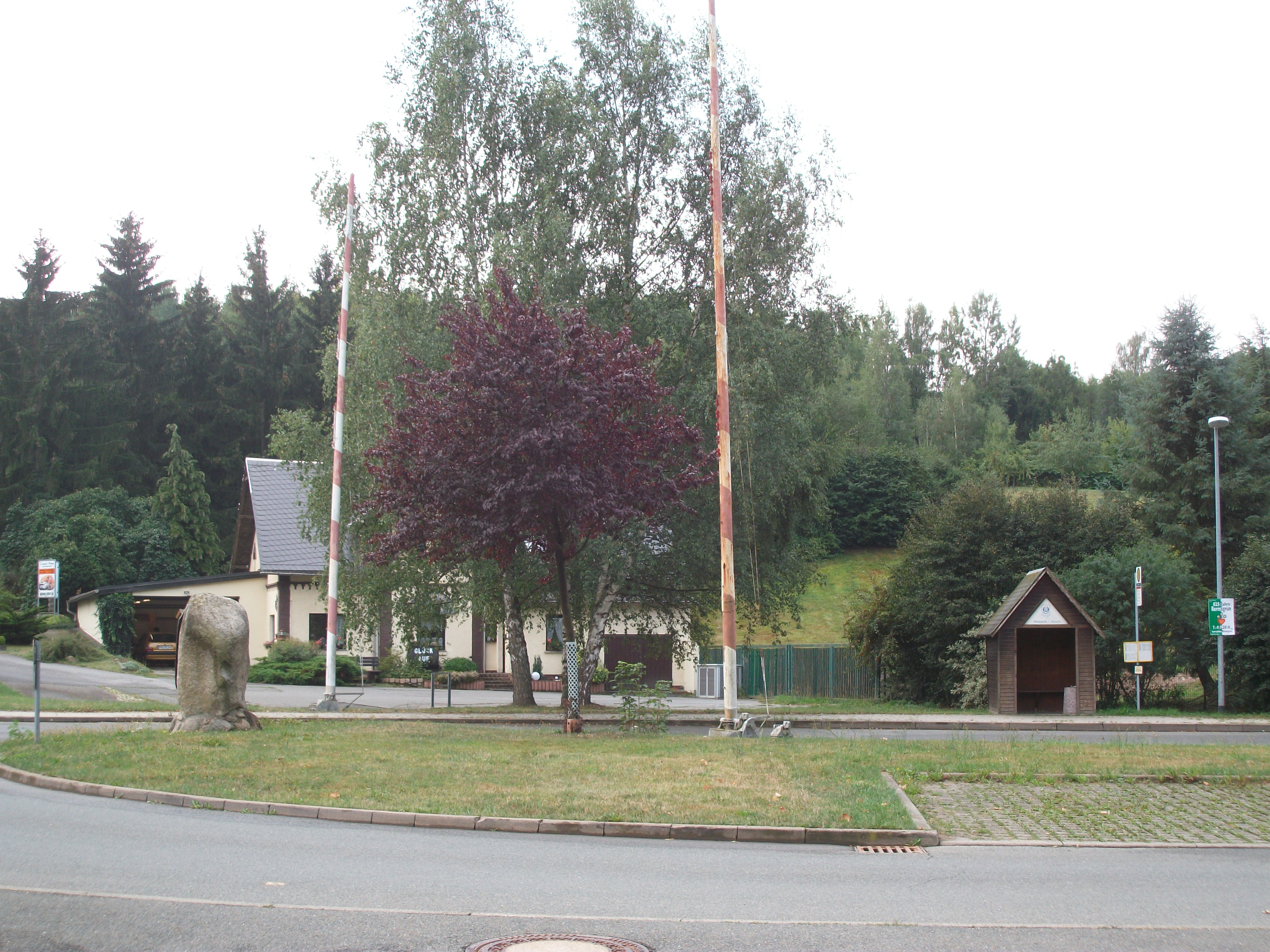
Oberschlema, ehemaliger Bahnübergang Wilischberg

Als ab 1917 der Kurbetrieb in Oberschlema einsetzte, führte dies zu einem bedeutenden Anstieg der beförderten Personen, da fast alle Kurgäste mit der Eisenbahn anreisten. Der Bahnhof Oberschlema erhielt 1925 den Zusatz Radiumbad. Nur auf dem Abschnitt Schneeberg-Neustädtel–Oberschlema kam es in den 1920er Jahren durch die Einrichtung von Autobuslinien zu einem Verkehrsrückgang. Erst die Eröffnung des Strandbades Filzteich in Neustädtel lockte ab 1933 wieder viele Ausflügler per Bahn nach Neustädtel.
In den 1930er Jahren gab es von Oberschlema sowohl Kurswagen nach Berlin als auch durchgehende Schnellzüge bis Leipzig.
Die erste Blinklichtanlage in Sachsen wurde 1932 am Bahnübergang Auer Straße beim Hp. Schneeberg errichtet.
Nach vielen Protesten von Kurgästen erhielt der Bahnhof Radiumbad Oberschlema 1931 ein modernes und einem Kurort würdiges neues Empfangsgebäude. Die Züge durften im Kurviertel nicht mehr läuten, um den Kurbetrieb nicht zu stören. Nur die Rauchbelästigung durch die Dampflokomotiven blieb, da die ab 1937 eingesetzten Triebwagen aus Leipzig und Berlin nur bis zum Bahnhof Radiumbad Oberschlema fuhren. Im Jahre 1940 gab es Direktzüge von Berlin, Dresden und Leipzig nach Radiumbad Oberschlema.
Durch den Ausbruch des Zweiten Weltkrieges wurden 1939 der Triebwagenverkehr und 1944 die Bäderzüge aus Berlin wieder eingestellt. Aufgrund der zwangsweisen Eingemeindung Neustädtels nach Schneeberg wurde 1940 der Bahnhof Schneeberg-Neustädtel in Bahnhof Schneeberg (Erzgeb.) umbenannt.

### Betrieb während der Uranbergbauzeit 1946 bis 1959
Als 1946 der Uranabbau der sowjetischen Wismut AG im Erzgebirge begann, erhielt die Strecke innerhalb kürzester Zeit eine herausragende Bedeutung für die Abfuhr der geförderten Erze als auch im Bergarbeiter-Berufsverkehr zu den zahlreichen Schächten in Schlema und Umgebung. Der Kurbetrieb in Oberschlema kam zum Erliegen. Speziell für den Arbeiterverkehr auf dieser Strecke wurden im Februar 1952 die ersten vierteiligen Doppelstockeinheiten (Gattung DBv) in Dienst gestellt.
Durch den rücksichtslosen Bergbau kam es ab 1950 im Abschnitt Schneeberg–Radiumbad Oberschlema im Gebiet des Kurviertels zu starken Geländesenkungen. Am 7. April 1952 wurde daher letztmals Personenverkehr und am 12. Juni 1952 Güterverkehr nach Schneeberg durchgeführt, da die Betriebssicherheit nicht mehr gewährleistet war. Eingestellt wurde der Streckenabschnitt am 1. August 1952. 1953/54 wurden die Gleise des stillgelegten Abschnitts abgebaut. Durch Bildung des Stadtkreises Schneeberg wurden 1953 die Bahnhöfe Radiumbad Oberschlema und Niederschlema in Schneeberg-Oberschlema bzw. Schneeberg-Niederschlema umbenannt.
Nach Verlagerung des Uranbergbaues in Richtung Hartenstein wurde bis 1959 der Reisezugverkehr nach Oberschlema noch aufrechterhalten, danach fand auf der Reststrecke nur noch Güterverkehr statt. Der Haltepunkt Schneeberg wurde bereits 1958, im hundertsten Jahr der Bahn, abgebrochen.

### Betrieb nach 1959 bis zur Stilllegung

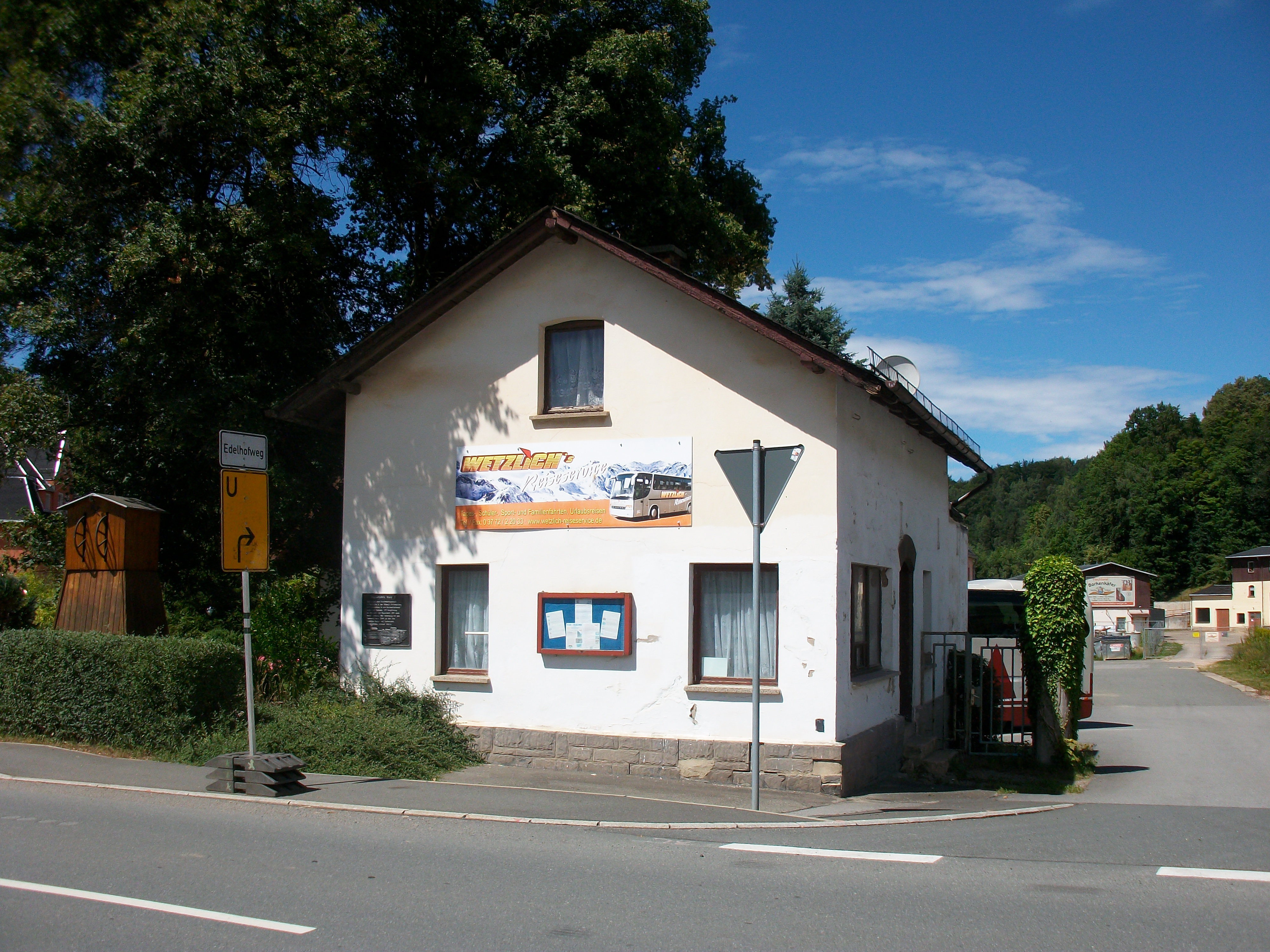
Niederschlema, BÜ Auer Talstraße, Bahnwärterhaus (später Pförtnerhaus der Papierfabrik) (2018)

Mit Auflösung des Stadtkreises Schneeberg und Bildung der Gemeinde Schlema erhielten die Bahnhöfe in Ober- und Niederschlema die Bezeichnungen Schlema ob Bf bzw. Schlema unt Bf.
Die Reststrecke bis Schlema ob Bf wurde 1972 grundhaft erneuert. Der obere Bahnhof wurde u. a. zur Anlieferung von Kohlen benötigt. Zwei Jahre später verlor der obere Bahnhof den Status als Tarifbahnhof. Die Strecke war somit nur noch ein Anschlussgleis. In den 1980er Jahren errichtete man eine Verladestation für Betonplatten auf dem Bahnhofsgelände. Von dort wurden ab 1982 die Platten für die Wohnblöcke des Wohngebietes Griesbacher Hang in Schneeberg verladen. Später versetzte man die Anlage nach Lößnitz unterer Bahnhof. Eine geplante Wiedererrichtung scheiterte an der politischen Wende in Deutschland und der damit sich ergebenden neuen Situation.
Die letzte Fahrt nach Schlema ob Bf fand 1993 statt.
Am 6. Juni 1996 wurde die Strecke Schlema unt Bf–Schlema ob Bf stillgelegt. Bis 1998 wurden die Gleise abgebaut.

### Eisenbahnlehrpfad
Zehn Jahre nach dem Abbau der Gleise wurde ein Lehrpfad vom Bahnhof Schneeberg-Neustädtel nach Niederschlema errichtet und mit Informationstafeln versehen. Ab Neustädtel verläuft er oberhalb der alten Trasse am Hang des Gleesbergs zum ehemaligen Haltepunkt Schneeberg. Von dort geht es entlang der Straße Ziegenschleppe in Schneeberg und dem Schneeberger Weg in Oberschlema zum Zechenplatz. Beim heutigen Kurpark führt der Weg zum ehemaligen Bahnhof in Oberschlema (heute: Freiwillige Feuerwehr Bad Schlema). Schließlich wird auf alter Trasse der Bahnhof in Niederschlema erreicht.
- Ehemaliger Bahndamm bei der Brandmühle in Oberschlema
- Oberschlema, Brücke über Schlemabach bei Friedensstraße (2013)

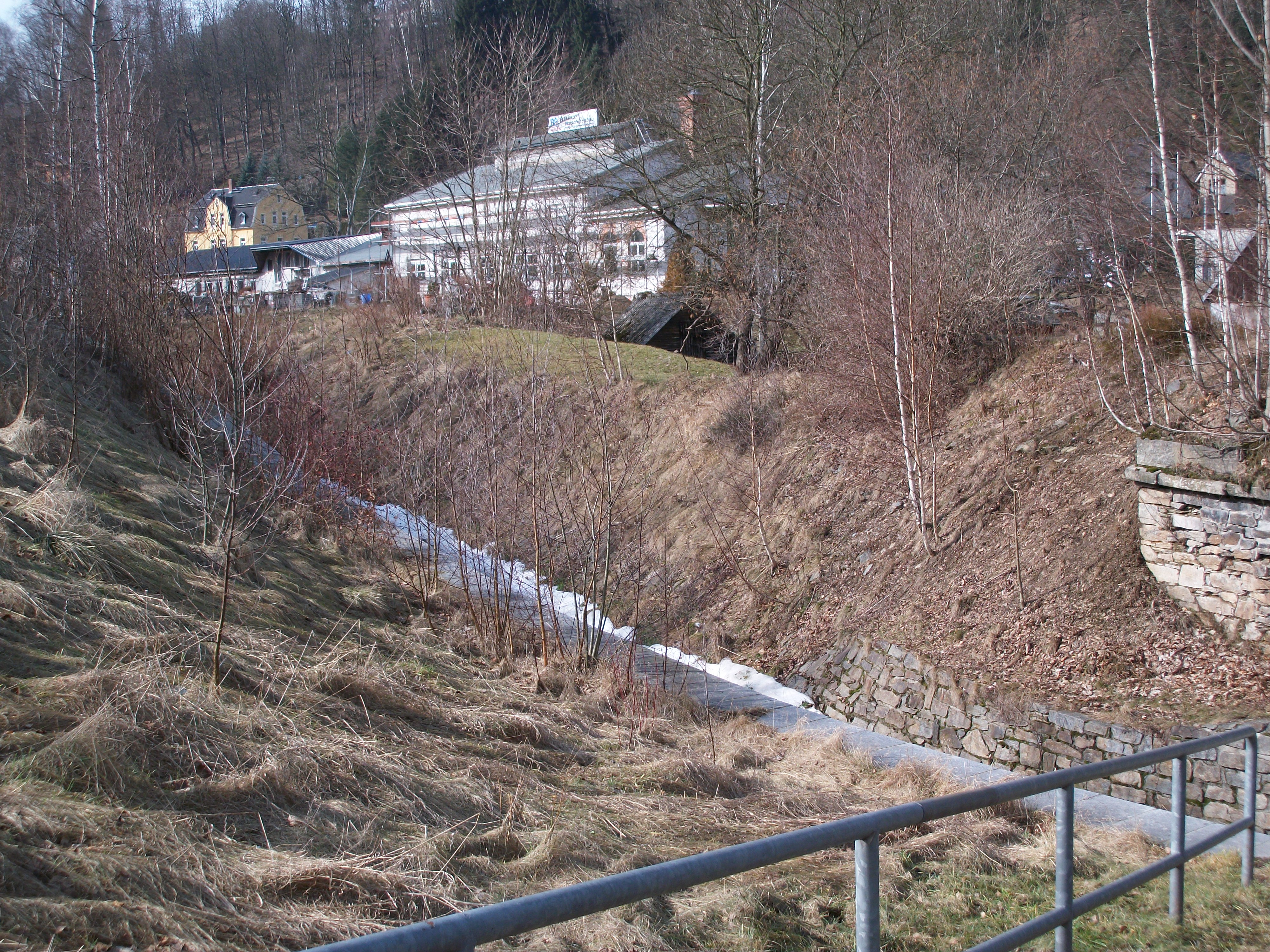
Ehemaliger Bahndamm bei der Brandmühle in Oberschlema
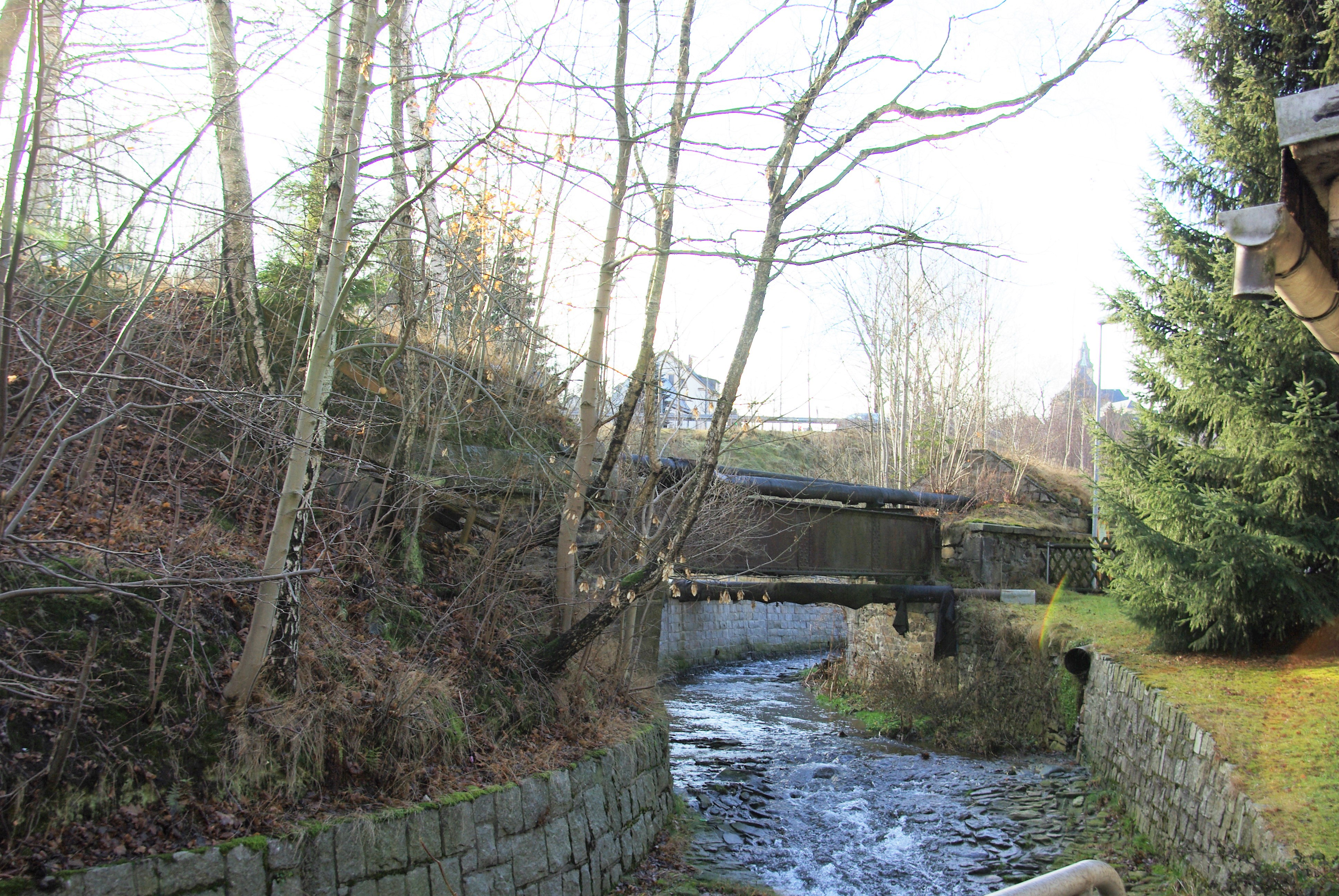
Oberschlema, Brücke über Schlemabach bei Friedensstraße (2013)
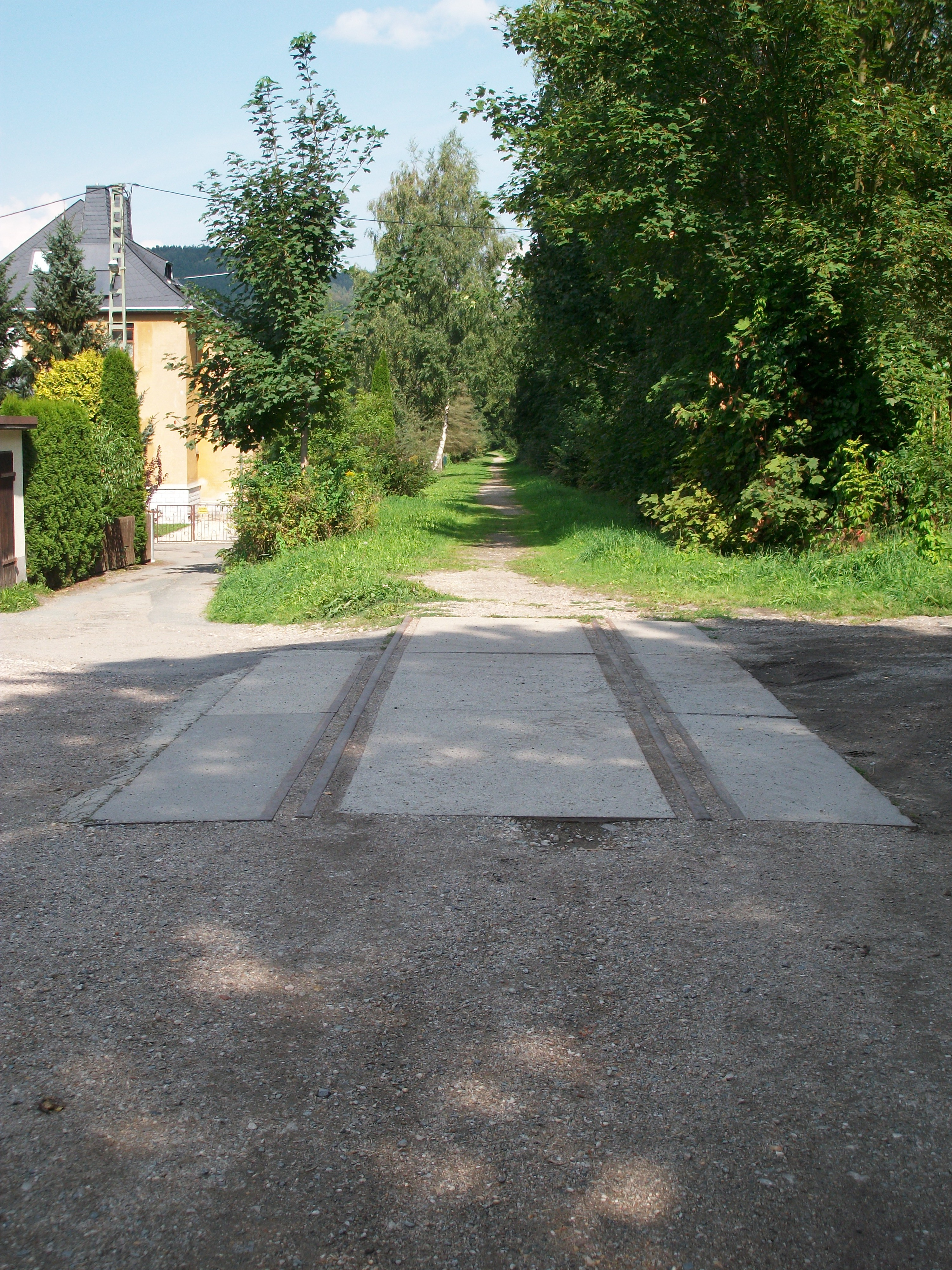
Schlematalbahn, Reste eines Bahnübergangs in Niederschlema (2013)
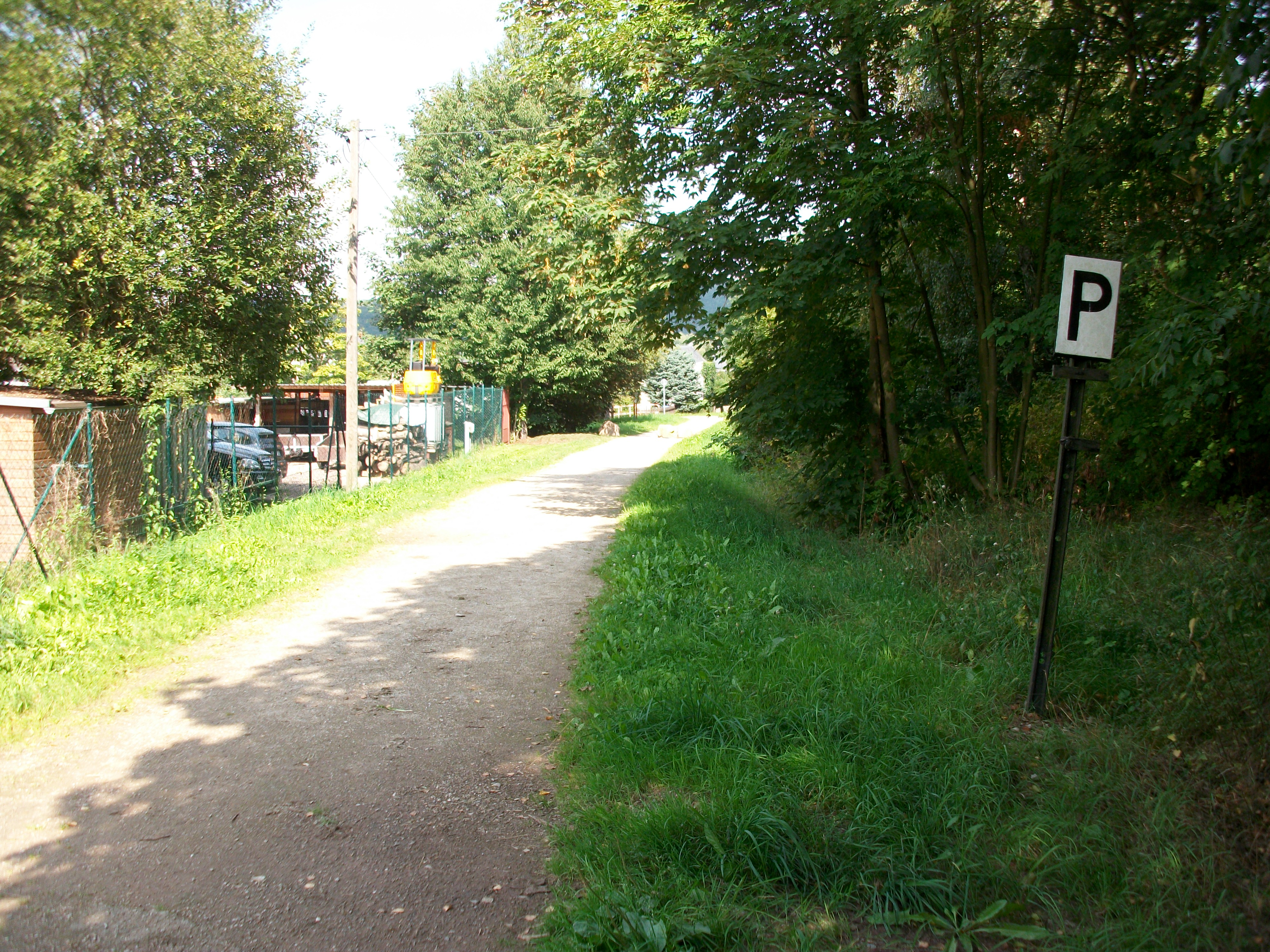
Schlematalbahn, Reste eines Bahnübergangs in Niederschlema (2013)
- Pfeiftafel in Niederschlema (2013)
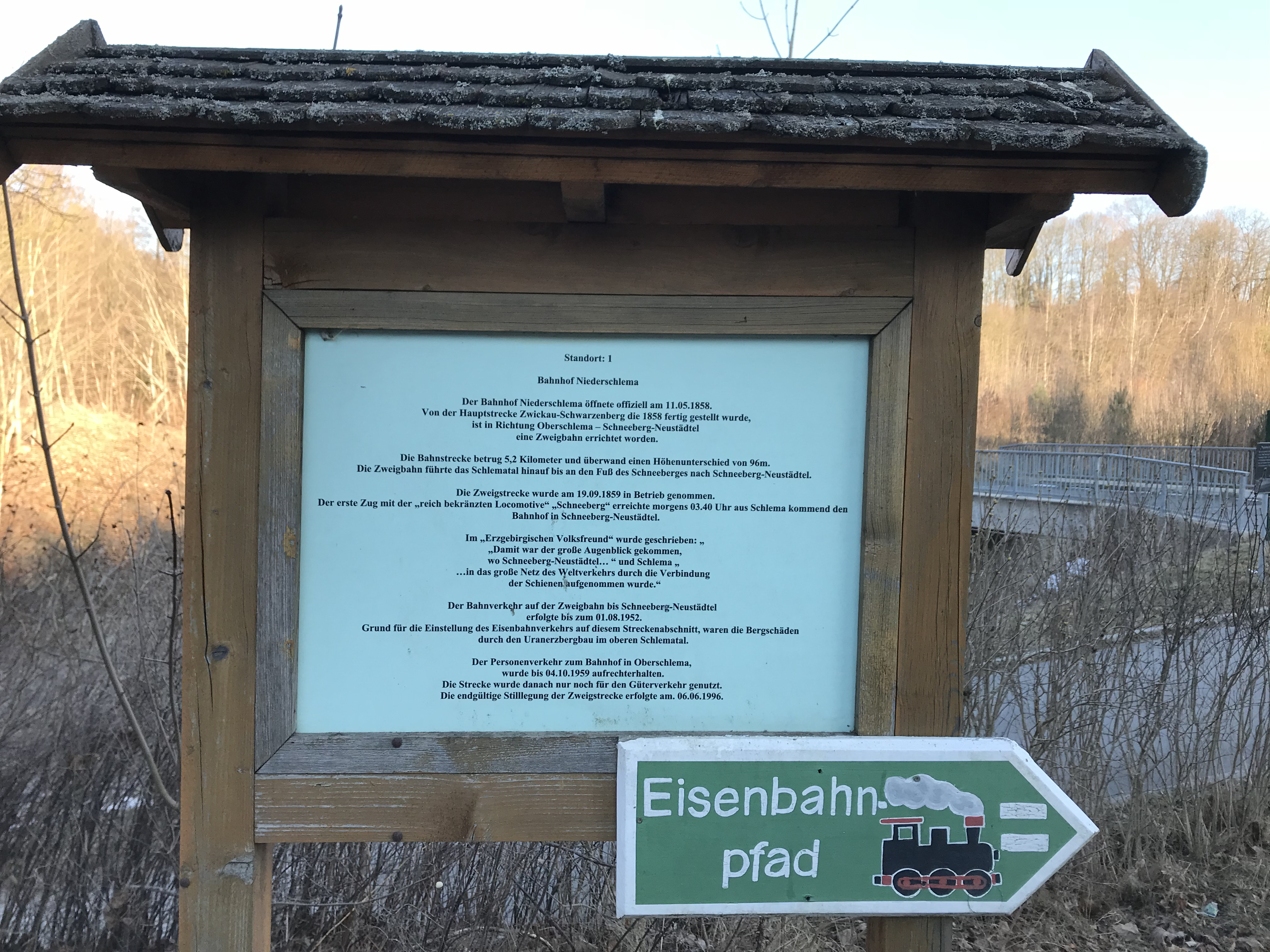
Infotafel zum Eisenbahnlehrpfad (2018)

### Umgestaltung im Rahmen der Landesgartenschau Aue-Bad Schlema 2027
Im Rahmen der Landesgartenschau Aue-Bad Schlema 2027 wird die ehemalige Bahnstrasse zwischen den Bahnhöfen in Ober- und Niederschlema als eine nachhaltig angelegte Verbindungsspur zwischen Ober- und Niederschlema ausgebaut. Auf der ehemaligen Bahntrasse wollen die Gartenschaumacher Kräuter- und Arzneipflanzen in den Mittelpunkt stellen. Nach der Gartenschau wird diese „Grüne Spur“ eine neue Radwegeverbindung von Schneeberg über Bad Schlema an den Mulderadweg herstellen und damit eine Anbindung an das internationale Radroutensystem ermöglichen. Einen weiteren Kernbereich der Gartenschau wird in Niederschlema rund um das ehemalige Bahnhofsgebäude gestaltet. Das Gebäude wird niederschwellig saniert. Während der Landesgartenschau bietet es Platz für floristische Ausstellungen und soll danach Vereinen zur Verfügung stehen. Am Bahnhof entsteht zudem ein großer Spielplatz mit BMX-Anlage auf einer ehemaligen Industriebrache.

## Streckenbeschreibung

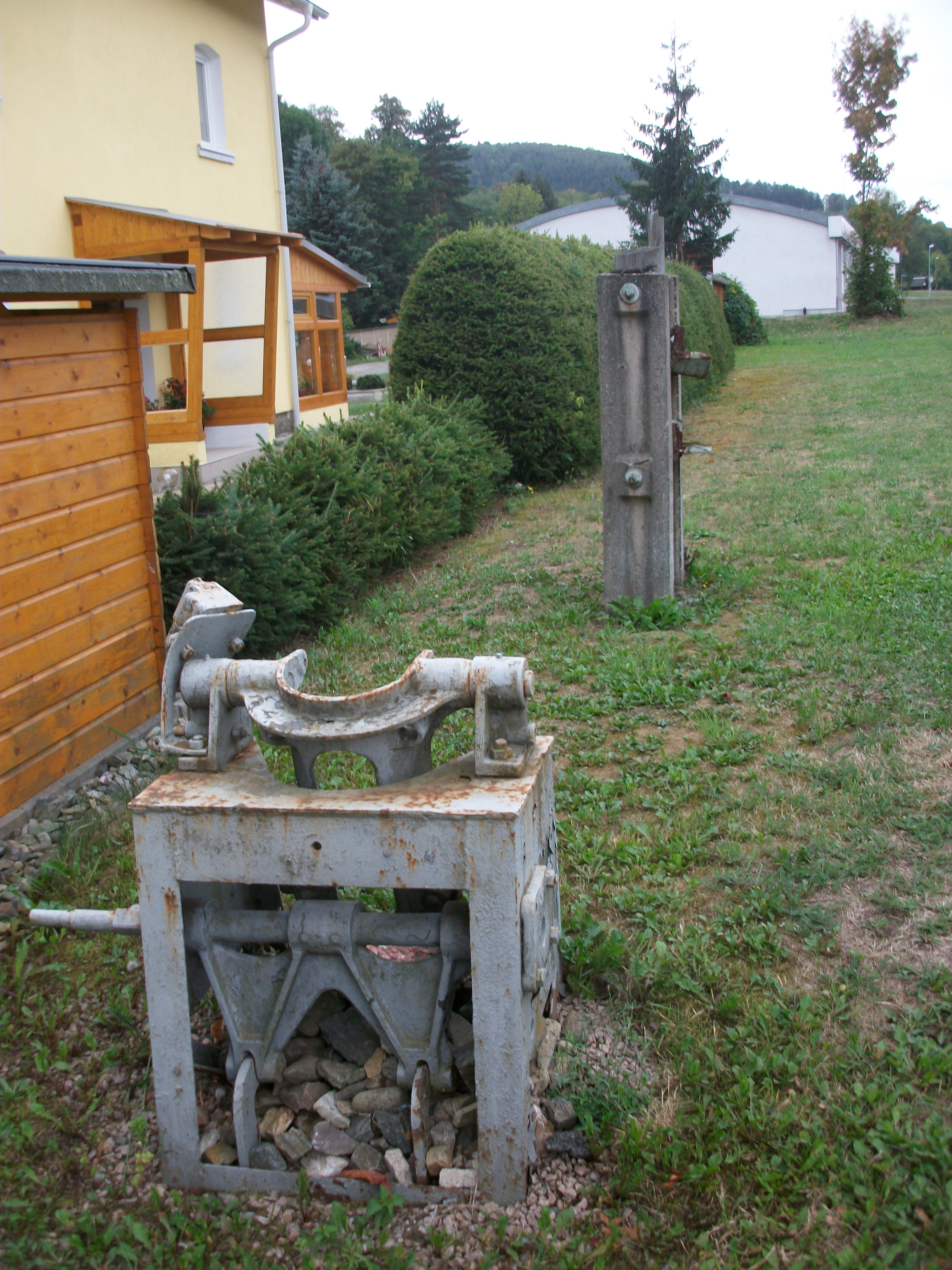
Oberschlema, ehemaliger Bahnübergang Lößnitzer Straße (Reste der Schranke) (2018)

### Verlauf
Der Nullkilometer befand sich am Gleisende im Bahnhof Schneeberg an der Brücke über den Lindenauer Bach. Nach Überqueren einer Blechträgerbrücke kreuzte die Bahnlinie die Kobaltstraße und führte bei der Gaststätte Brückenhof auf einem erhöhten Damm parallel zur Kobaltstraße und dem Lindenauer Bach. Beim Bergkapper Pochwerk endete die maximale Neigung von 1:38. Am Haltepunkt Schneeberg führte eine Feldbahn zum Steinbruch am Gleesberg. Danach erreichte die Bahn nach dem beschrankten Bahnübergang über die Auer Straße und einer Brücke über den Schlemabach den Ort Oberschlema.

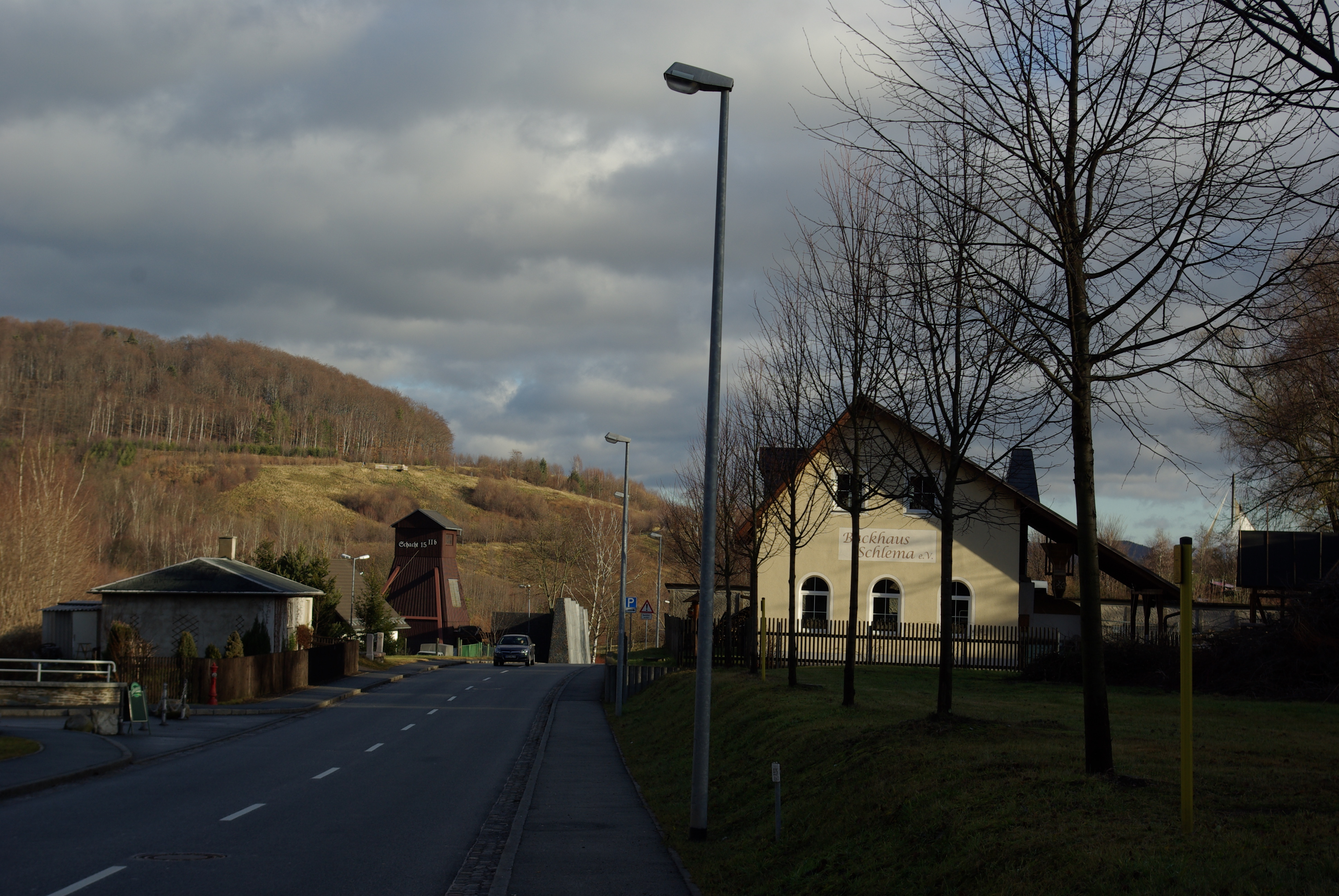
Oberschlema, beim ehemaligen Bahnübergang Friedensstraße

In Oberschlema wurde nochmals der Schlemabach überquert. Bei der Brandmühle überquerte die Bahn die Hauptstraße (heute: Friedensstraße) und verlief anschließend nach dem Bahnübergang Schneiderberg zwischen Haupt- und Lindenstraße. Nach Überquerung des Floßgrabens erreichte die Strecke den durch Deformation abgerissenen Ortskern Oberschlemas (in den 1990er Jahren entstand hier der Kurpark Schlema). Die Strecke führte schnurgerade vorbei an dem alten Kurhotel-Kurhaus-Ensemble mit dem Bahnübergang Mittelstraße und fuhr nach dem Bahnübergang Wilischberg in den Bahnhof Oberschlema (heute: Domizil der Freiwilligen Feuerwehr Bad Schlema) ein. Vom Bahnhof führte rechtwinklig ein Gleis mit Seilzuganlage in das Blaufarbenwerk Oberschlema.
Direkt hinter dem Bahnhof überquerte die Bahn die Lößnitzer Straße und verlief nun parallel zur Niederschlemaer Hauptstraße. Sie passierte die Übergänge Günthermühle und Schulberg. Hier wurde 1950 durch den übermäßigen Zugverkehr der Wismut AG eine hölzerne Fußgängerbrücke gebaut. Im weiteren Verlauf folgten der Übergang bei der Central-Halle und dem Günther-Gut. Die Auer Talstraße kreuzte die Bahnlinie bei der Papierfabrik Niederschlema. Nach einem Gleisbogen erreichte die Strecke den Bahnhof Niederschlema an der Bahnstrecke Schwarzenberg–Zwickau.

### Betriebsstellen
Schneeberg (Erzgeb) ⊙
Der Bahnhof Schneeberg (Erzgeb) (bis 1940: Schneeberg-Neustädtel) lässt aufgrund seiner Größe erahnen, dass er nie Endbahnhof sein sollte. Er befindet sich direkt am Lindenauer Bach gegenüber der Fundgrube „Weißer Hirsch“, dessen Huthaus über dem Areal sichtbar ist. Die gesamte Anlage des Bahnhofs ist 150 Jahre nach der Erbauung nahezu unverändert erhalten. Seit 1871 wurden am Bahnhof Güter verladen. Das Postamt 1 von Schneeberg und Neustädtel befand sich im Empfangsgebäude. Als Folge der Zwangseingemeindung der Bergstadt Neustädtel nach Schneeberg im Jahre 1939 wurde der Bahnhof in Bahnhof Schneeberg (Erzgeb.) umbenannt. Seit den 1920er Jahren sanken die Beförderungszahlen durch den konkurrierenden Busverkehr. Auch die nicht genehmigte Weiterführung der Direktlinien nach Radiumbad Oberschlema aus Berlin und Leipzig waren diesem Trend nicht förderlich. Nach der Streckenstilllegung 1952 wurde der Bahnhof und das Gelände zunächst anderweitig genutzt. Nach 1990 wurde das Empfangsgebäude saniert, verfiel aber wieder. Die Stadt Schneeberg erwägt seit 2010, das ungenutzte Gebäude abzureißen. Der Güterboden wurde im Jahr 2012 abgerissen.

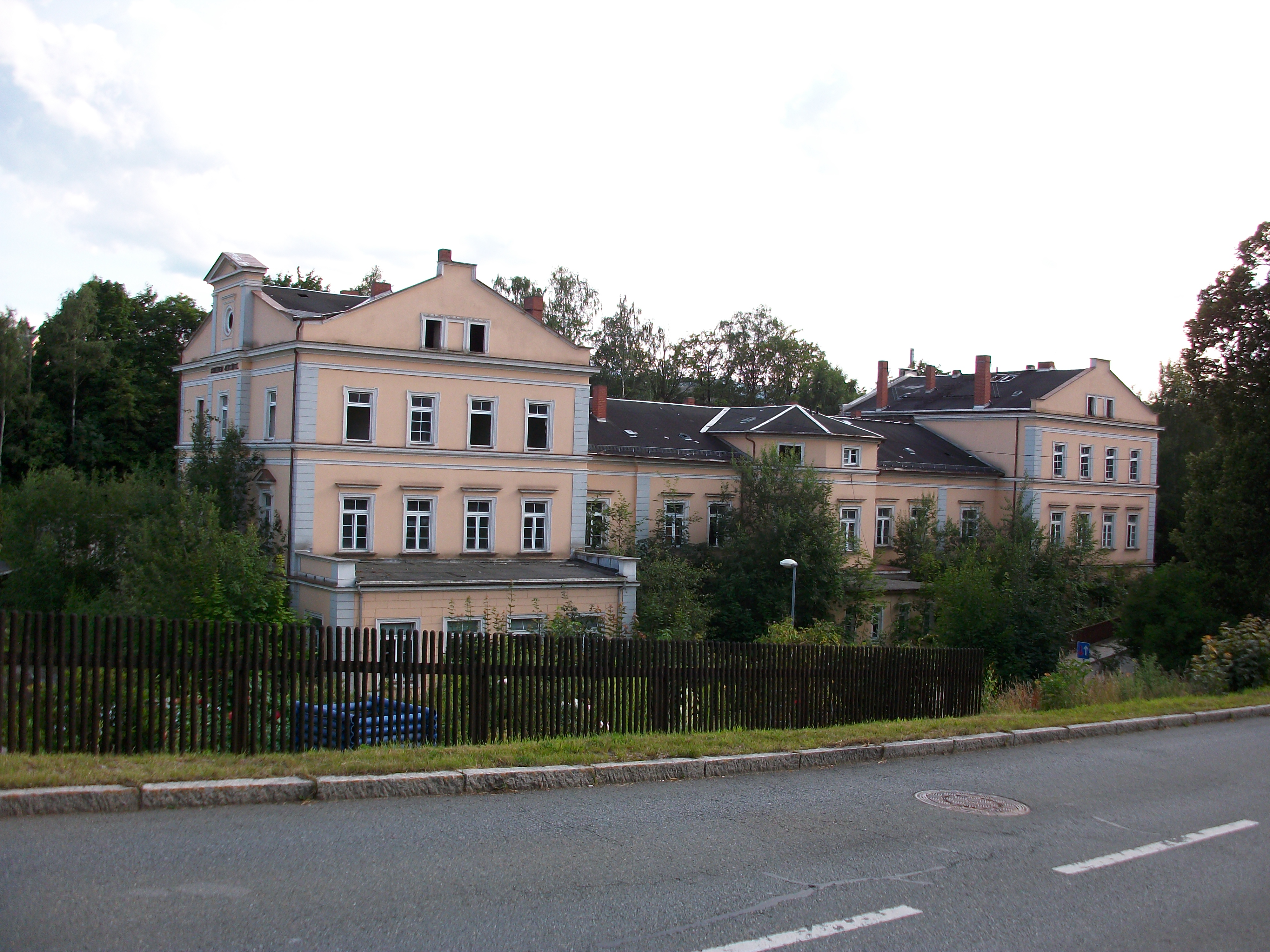
Bahnhof Schneeberg-Neustädtel (2011)
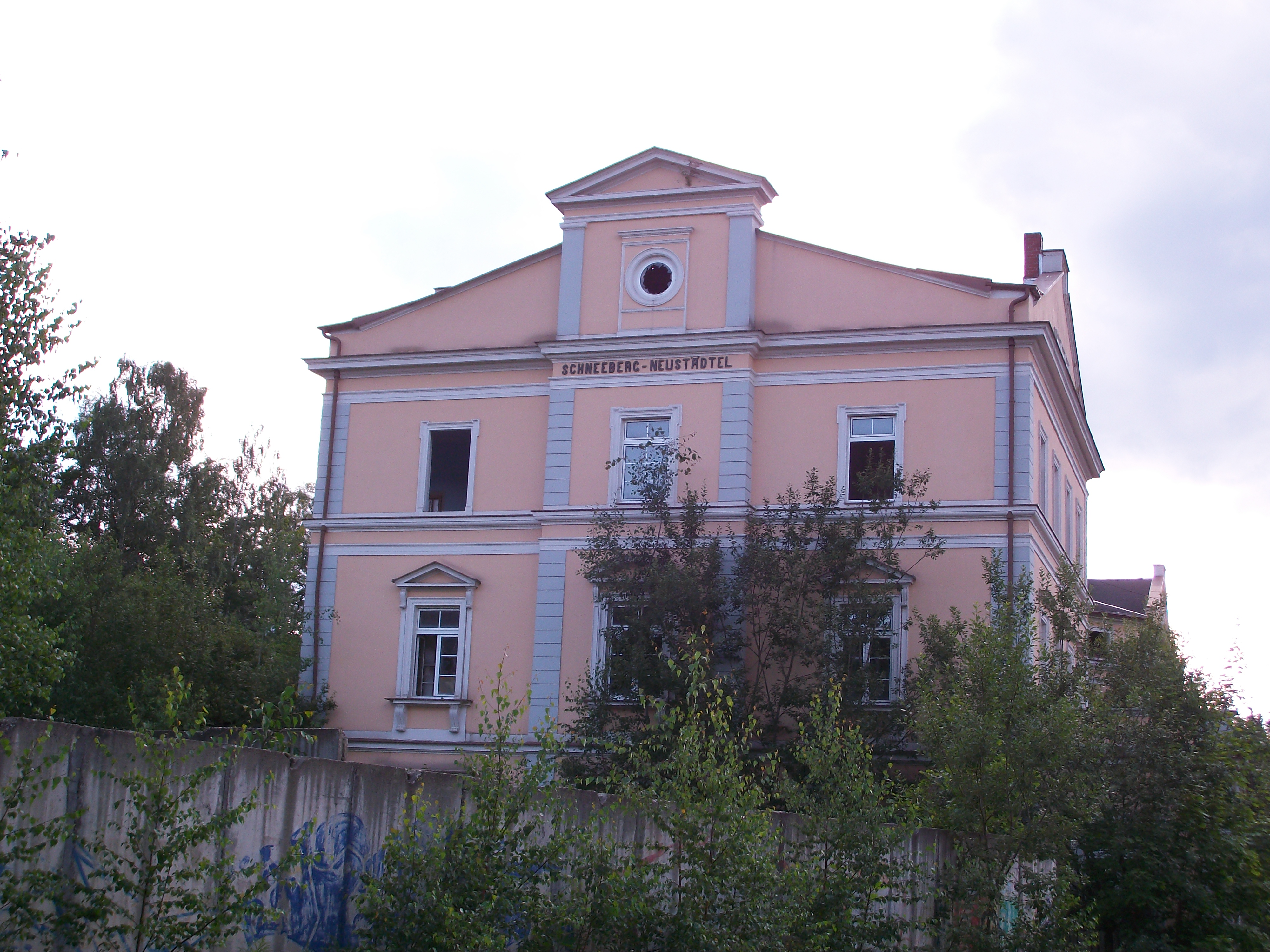
Bahnhof Schneeberg-Neustädtel, Seitenansicht (2016)
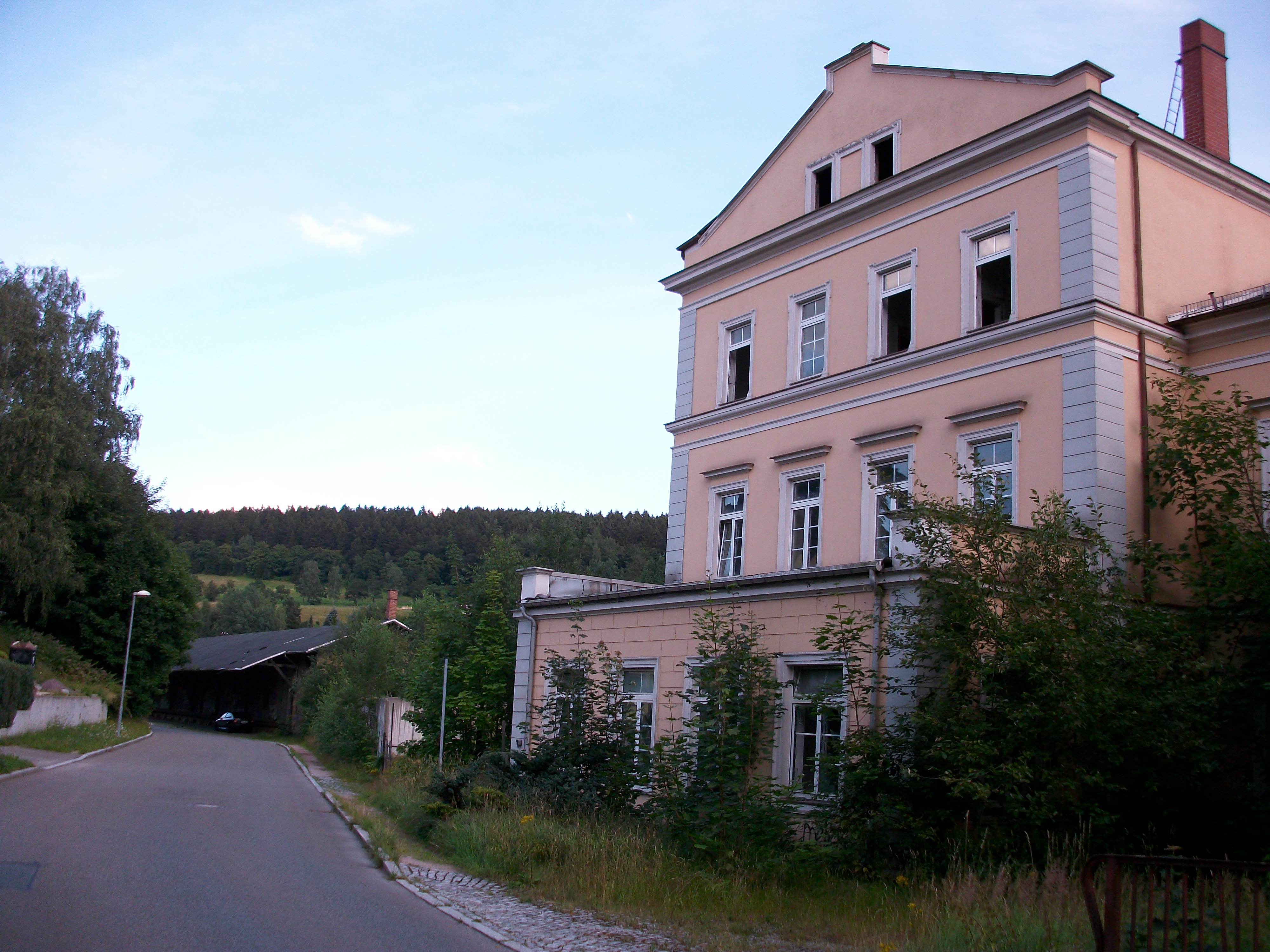
Bahnhof Schneeberg-Neustädtel mit noch vorhandenem Güterboden (2011)
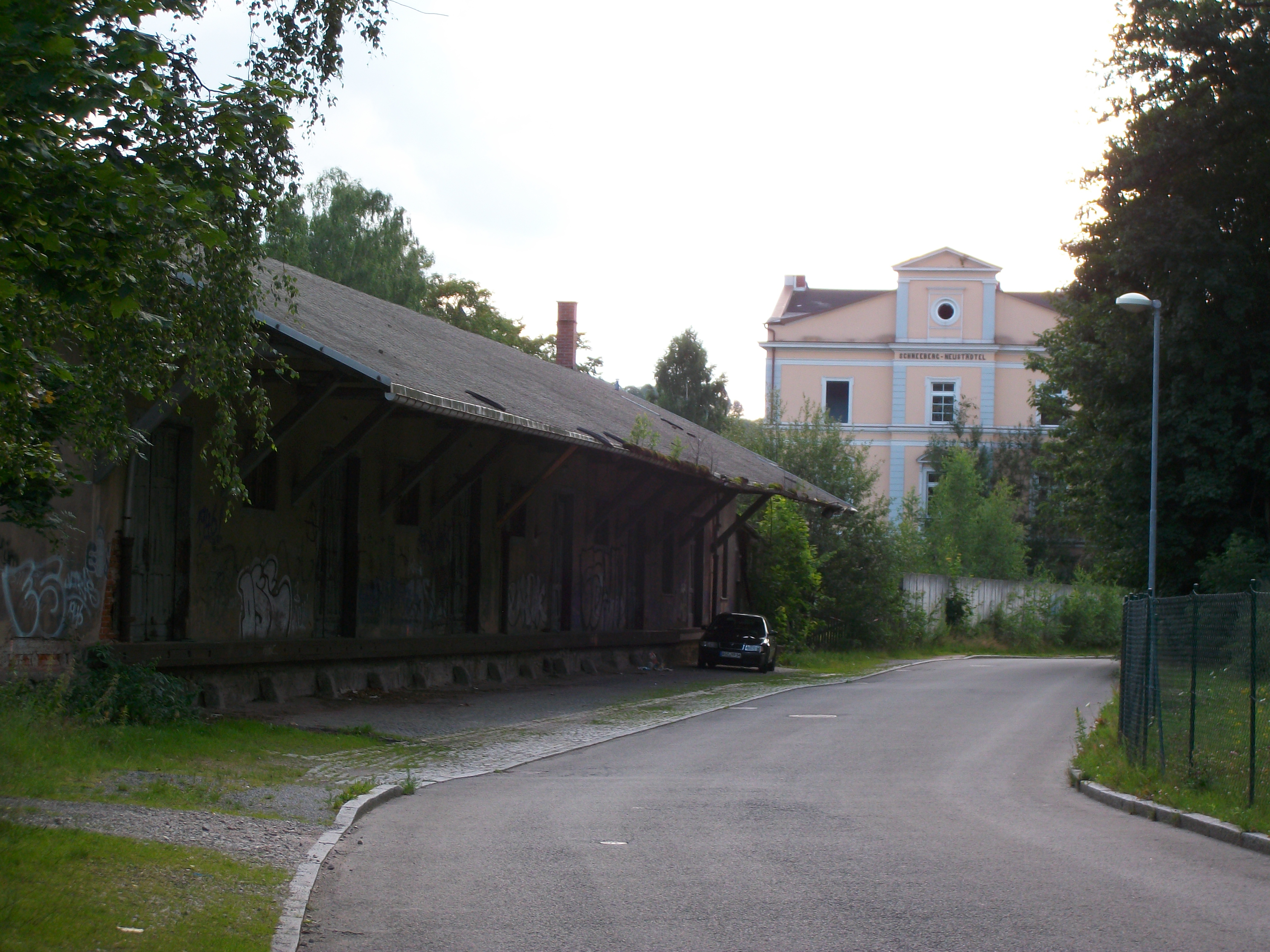
Bahnhof Schneeberg-Neustädtel mit Güterabfertigung (2011)
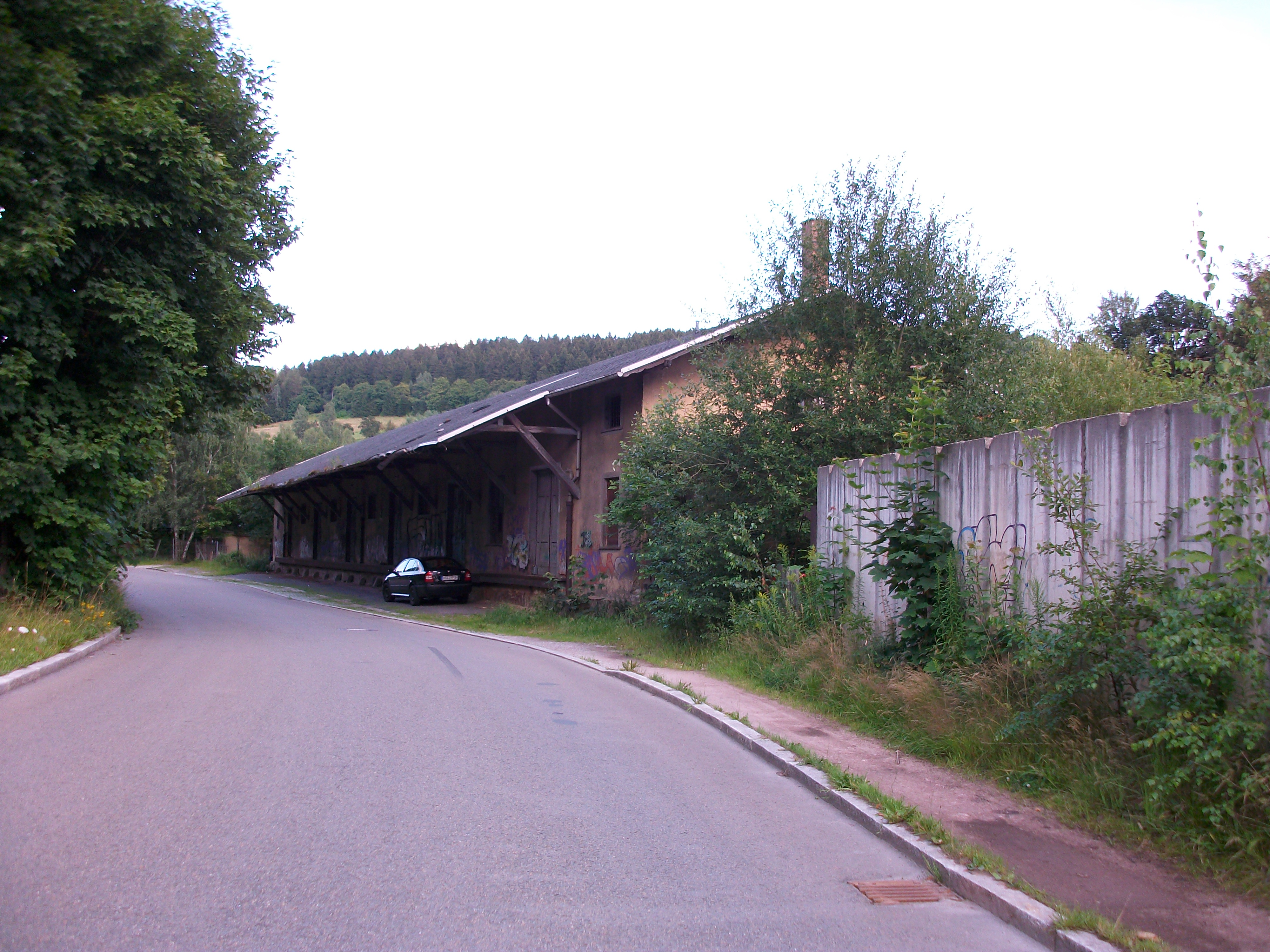
Bahnhof Schneeberg-Neustädtel, Güterabfertigung (2011), abgerissen im Jahr 2012
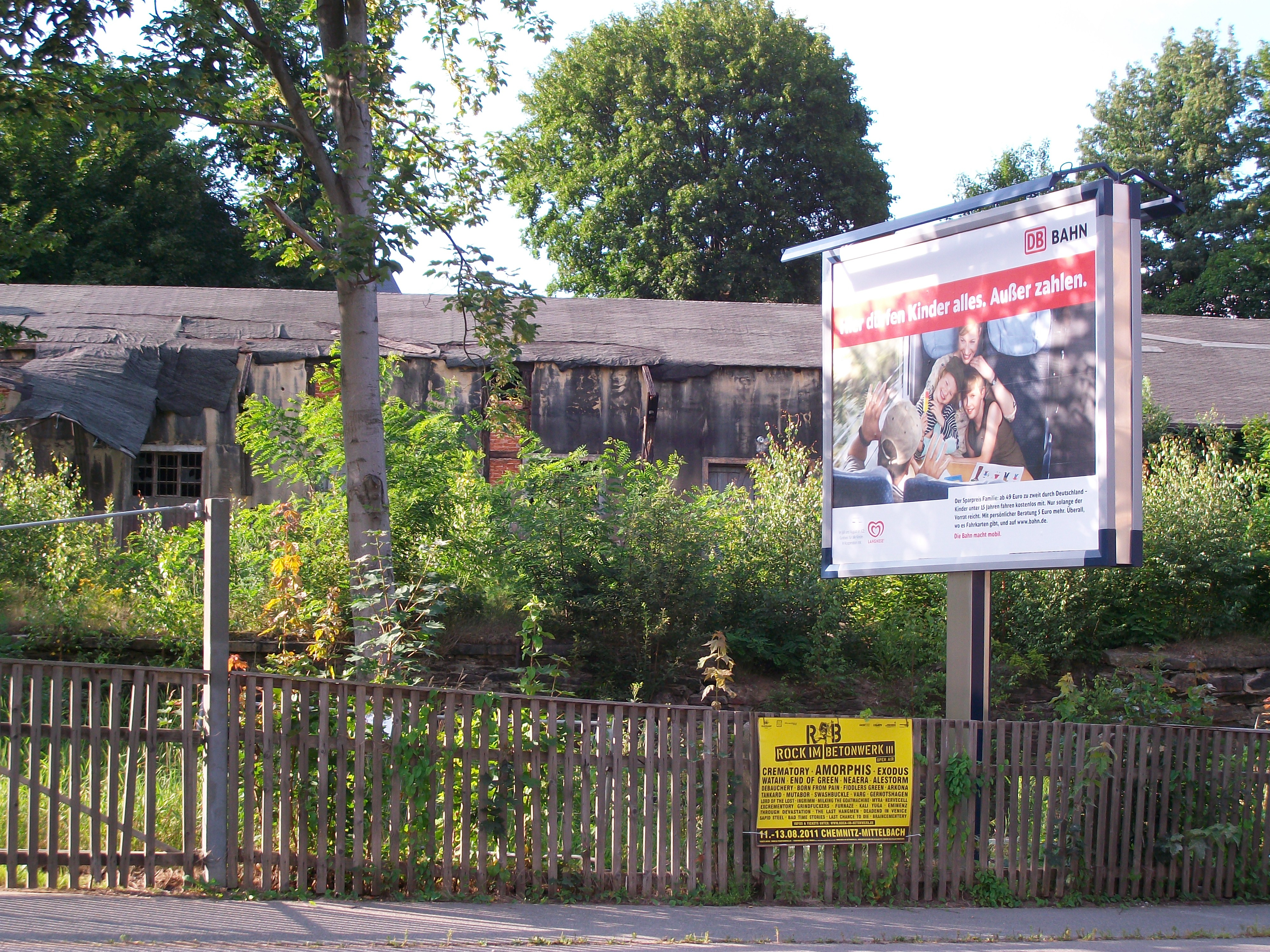
Bahnhof Schneeberg-Neustädtel, verfallener Güterboden mit Werbung der DB (2011)
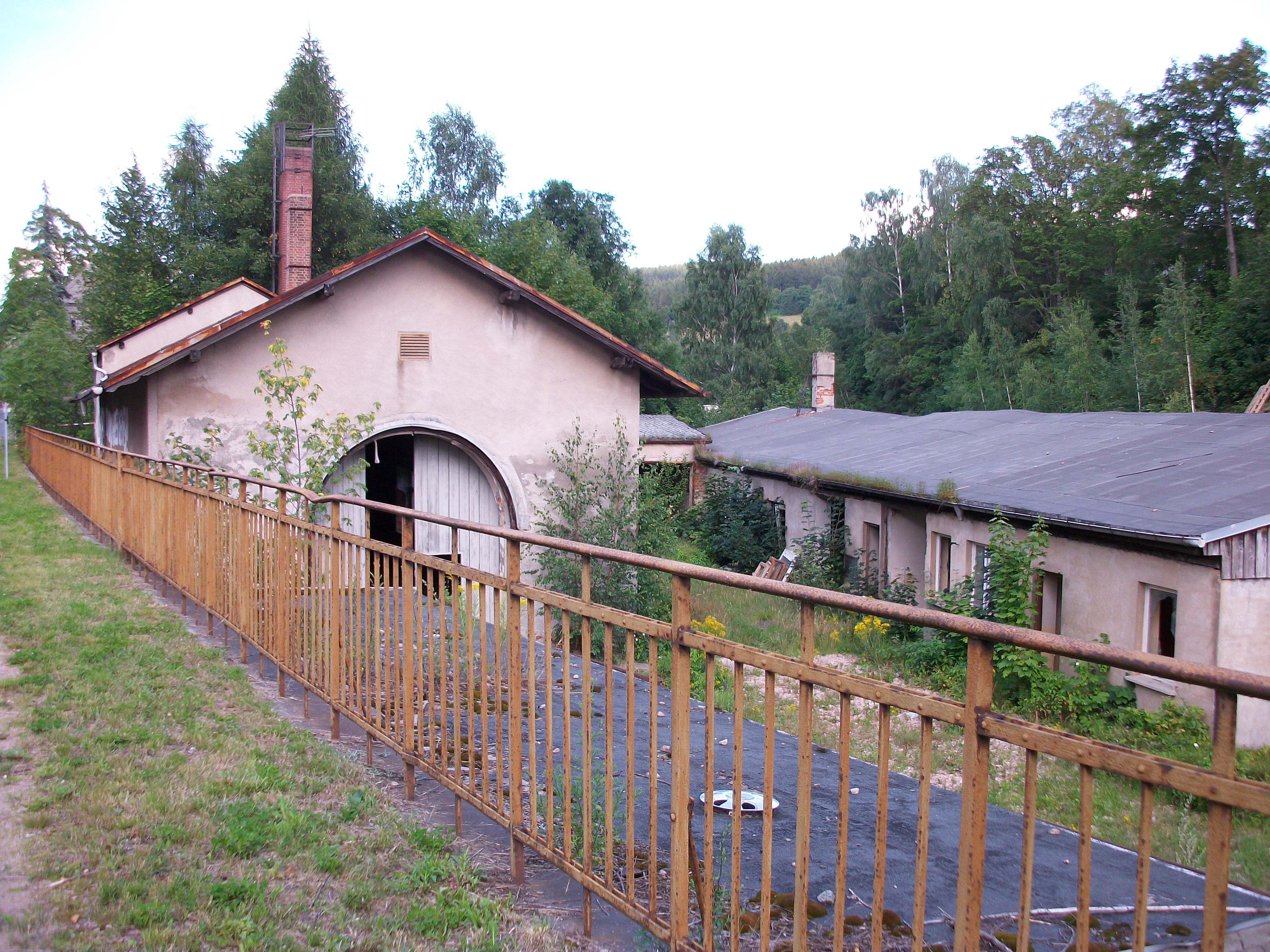
Bahnhof Schneeberg-Neustädtel, Lokschuppen (2011)

Schneeberg (Erzgeb) Hp ⊙
Der Haltepunkt Schneeberg (Erzgeb) Hp entstand erst 1902, nachdem sich die Stadt Schneeberg in Richtung Casinoberg ausdehnte und der Weg für die Bewohner nach Neustädtel zu weit wurde. Ab 1905 besaß der Haltepunkt an der Auer Straße ein hölzernes Wartehäuschen, von dem man über eine Brücke über den Lindenauer Bach auf den Bahnsteig gelangte. Ein für die Bergstadt Schneeberg repräsentatives Empfangsgebäude kam nie zum Bau. Über das Nebengleis wurden die Güter des Steinbruches am Gleesberg befördert. Durch die Rangierarbeiten kam es oft zu Sperrungen des in der Nähe befindlichen Bahnüberganges Auer Straße. Nach der Stilllegung des oberen Streckenabschnitts wurde zur Umgestaltung der Kreuzung Kobaltstraße / Auer Straße der Haltepunkt und das daneben befindliche Restaurant in den Jahren 1958/59 abgebrochen. Nur das Bahnwärterhäuschen blieb erhalten.

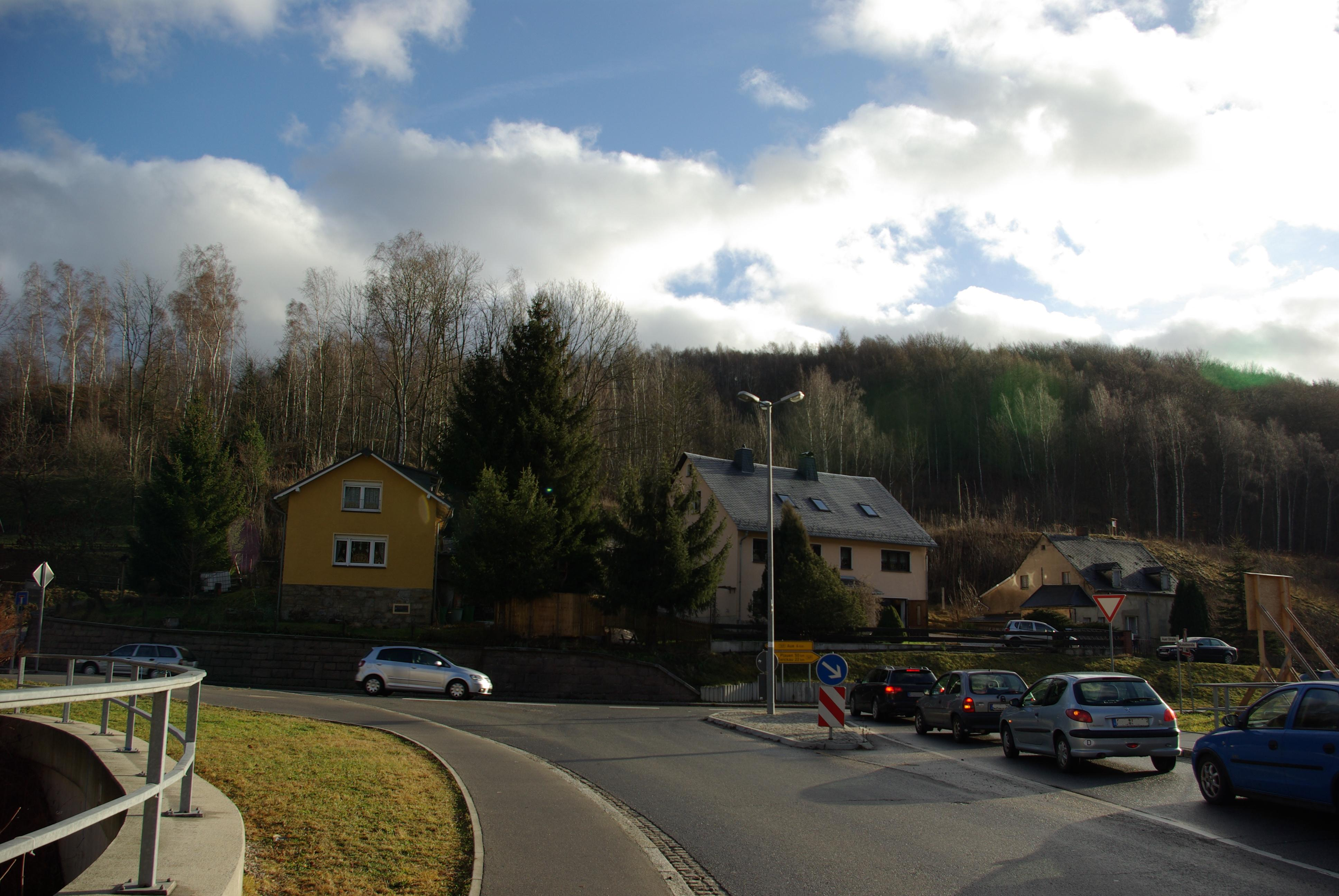
Ehemaliger Haltepunkt Schneeberg (2013)
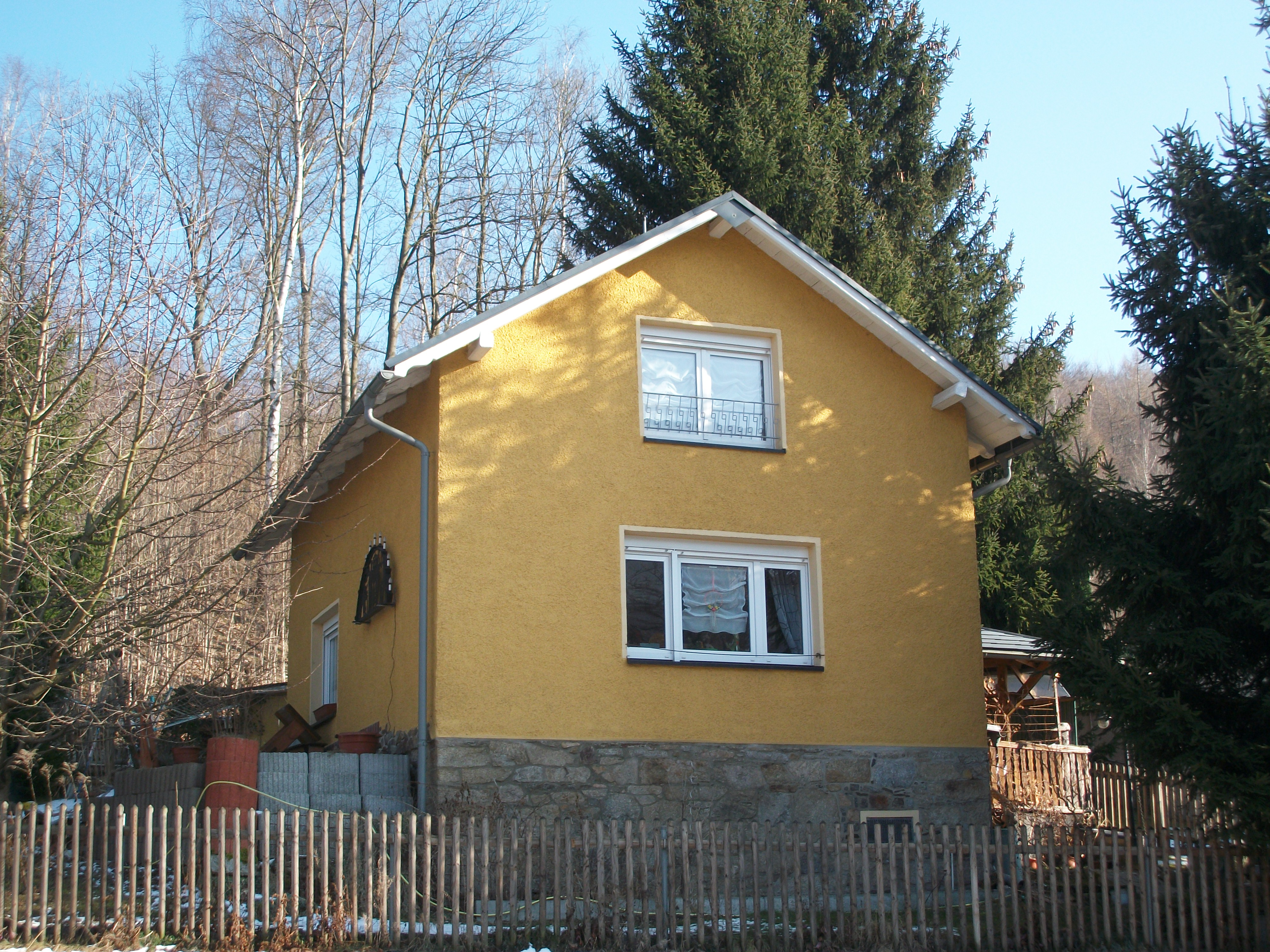
Ehemaliger Haltepunkt Schneeberg (Erzgeb), Bahnwärterhaus (2018)
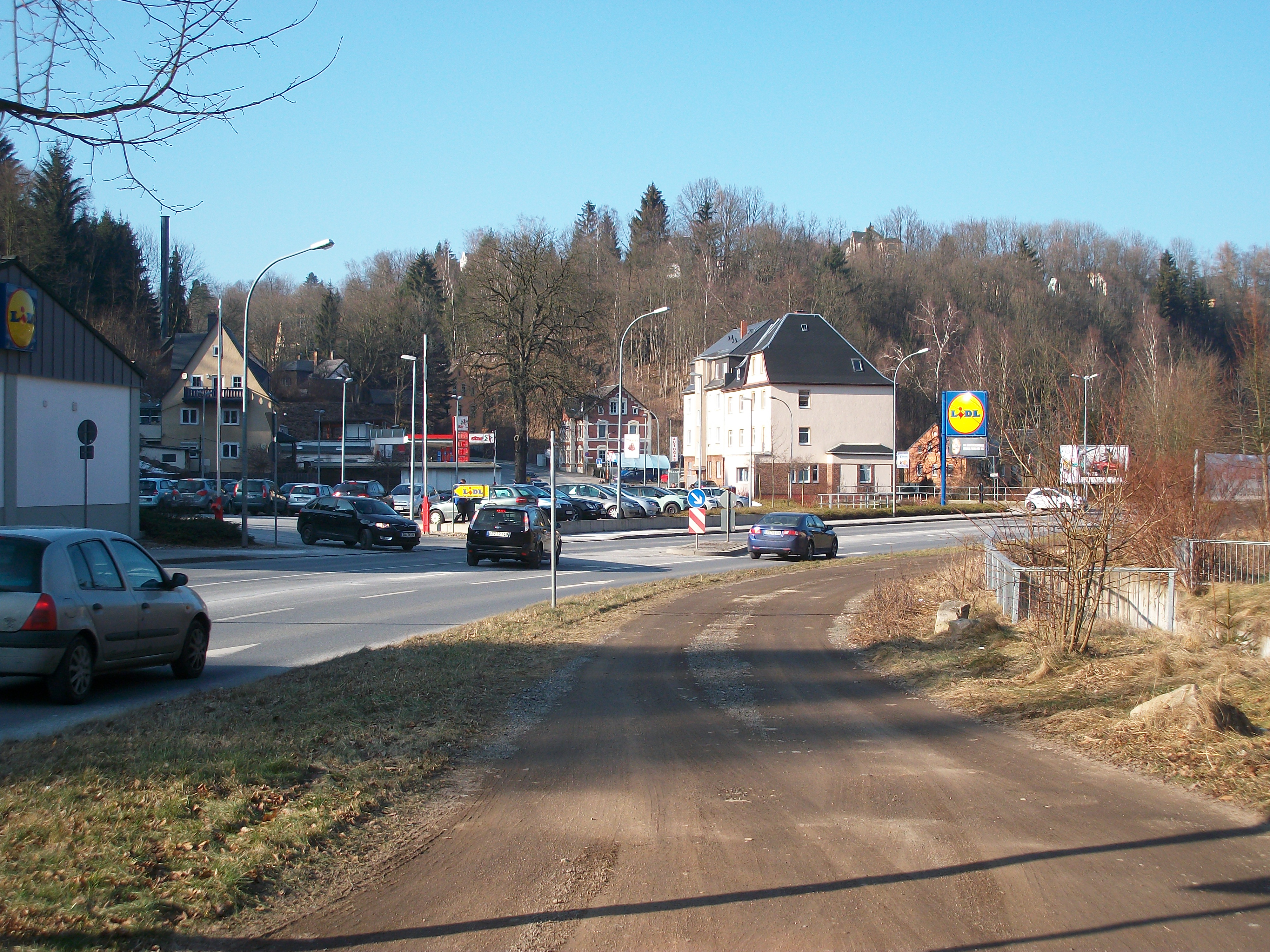
Ehemaliger Haltepunkt Schneeberg (Erzgeb) (2018)

Schlema ob Bf ⊙
Schlema ob Bf (bis 1925: Oberschlema, bis 1953: Radiumbad Oberschlema, bis 1959: Schneeberg-Oberschlema) wurde 1860 als Haltestelle eröffnet und ab 1877 als Güterstation ausgewiesen. Das gegenüberliegende Blaufarbenwerk Oberschlema besaß ein Anschlussgleis mit Seilzug. Der Bahnhof hatte ein hölzernes Empfangsgebäude und eine Restauration. Am 23. September 1915 wurde in der Bahnhofsgaststätte in Oberschlema die „Radiumbad Oberschlema-Schneeberg GmbH“ gegründet. Als Geschäftsführer wurden Richard Franz Friedrich und William Vogelgesang gewählt. Mit Aufblühen des Kurbetriebes ab 1917 wurde dieses Empfangsgebäude des ab 1924 Radiumbad Oberschlema genannten Bahnhofes unwürdig für das stärkste Radiumbad der Welt und den Empfang zahlreicher Kurgäste. Erst ab 1931 erhält der Kurort ein neues einladendes Empfangsgebäude. Radiumbad Oberschlema ist ab 1936 ein Endpunkt der Bäderzüge aus Berlin. Weiterhin besteht in den 1930er Jahren eine Schnellzugverbindung nach Leipzig. Mit Ende des Zweiten Weltkrieges wird aufgrund des rasant entwickelnden Uranbergbaues der Kurbetrieb eingestellt. Statt der Fernlinien wird die Strecke von Schichtzügen zugefahren. Mit Bildung des Stadtkreises Schneeberg im Jahre 1952 wurde der Bahnhof Radiumbad Oberschlema in Bahnhof Schneeberg-Oberschlema umbenannt. Aufgrund starker Deformationen im Bergbaugebiet des Kurviertels wird der obere Streckenteil von Oberschlema nach Schneeberg (Erzgeb.) 1952 eingestellt. Nach Auflösung des Stadtkreises Schneeberg und Bildung der Gemeinde Schlema heißt der nun Endhaltestelle gewordene Bahnhof ab 1958 Schlema ob Bf. 1959 endet mit Verlagerung des Bergbaues der Personenverkehr. 1975 wurde für den Güterbahnhof Oberschlema der Tarifstatus aufgehoben. Nachdem der Bahnhof in den 1970er und 1980er Jahren als Verladestation für Kohle und Betonplatten genutzt wurde, fand 1996 die endgültige Stilllegung statt. Die ehemalige Restauration am Bahnhof beherbergt seit der Stilllegung in den 1990er Jahren die Freiwillige Feuerwehr Bad Schlema.

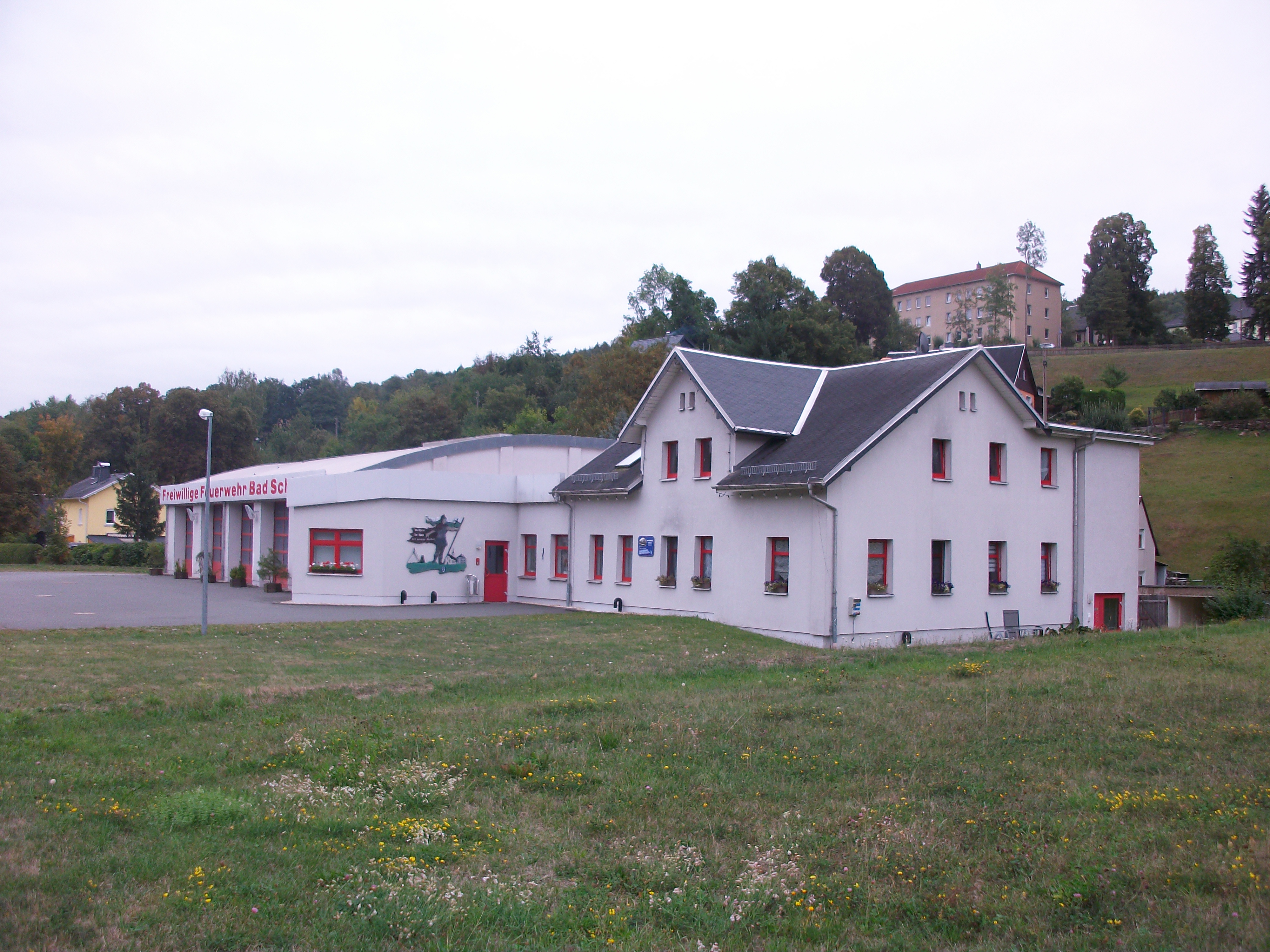
Schlema ob Bf, Empfangsgebäude (jetzt FF Bad Schlema) (2018)
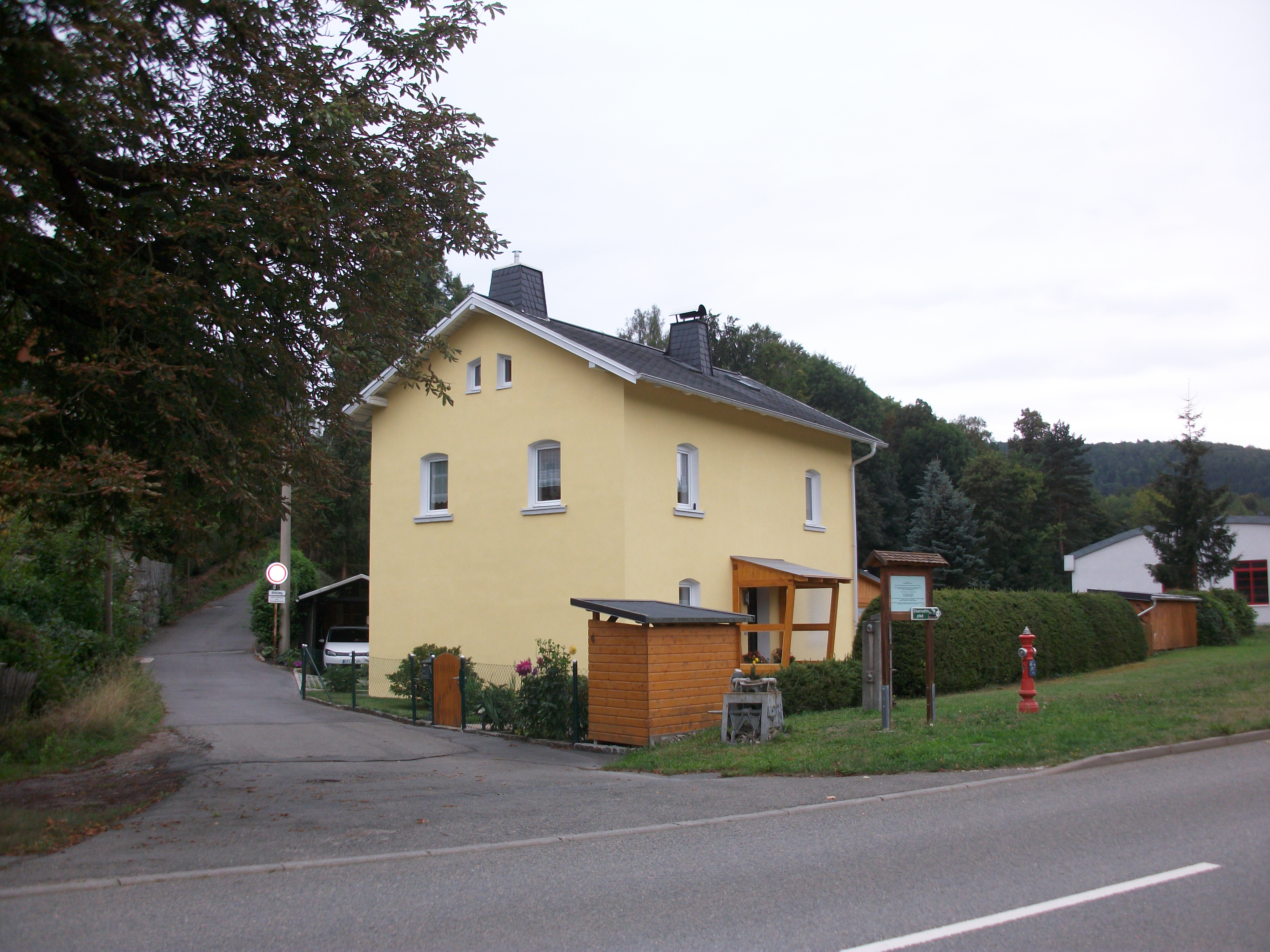
Schlema ob Bf, ursprüngl. Empfangsgebäude, später Oberbahnwärterhaus (2018)
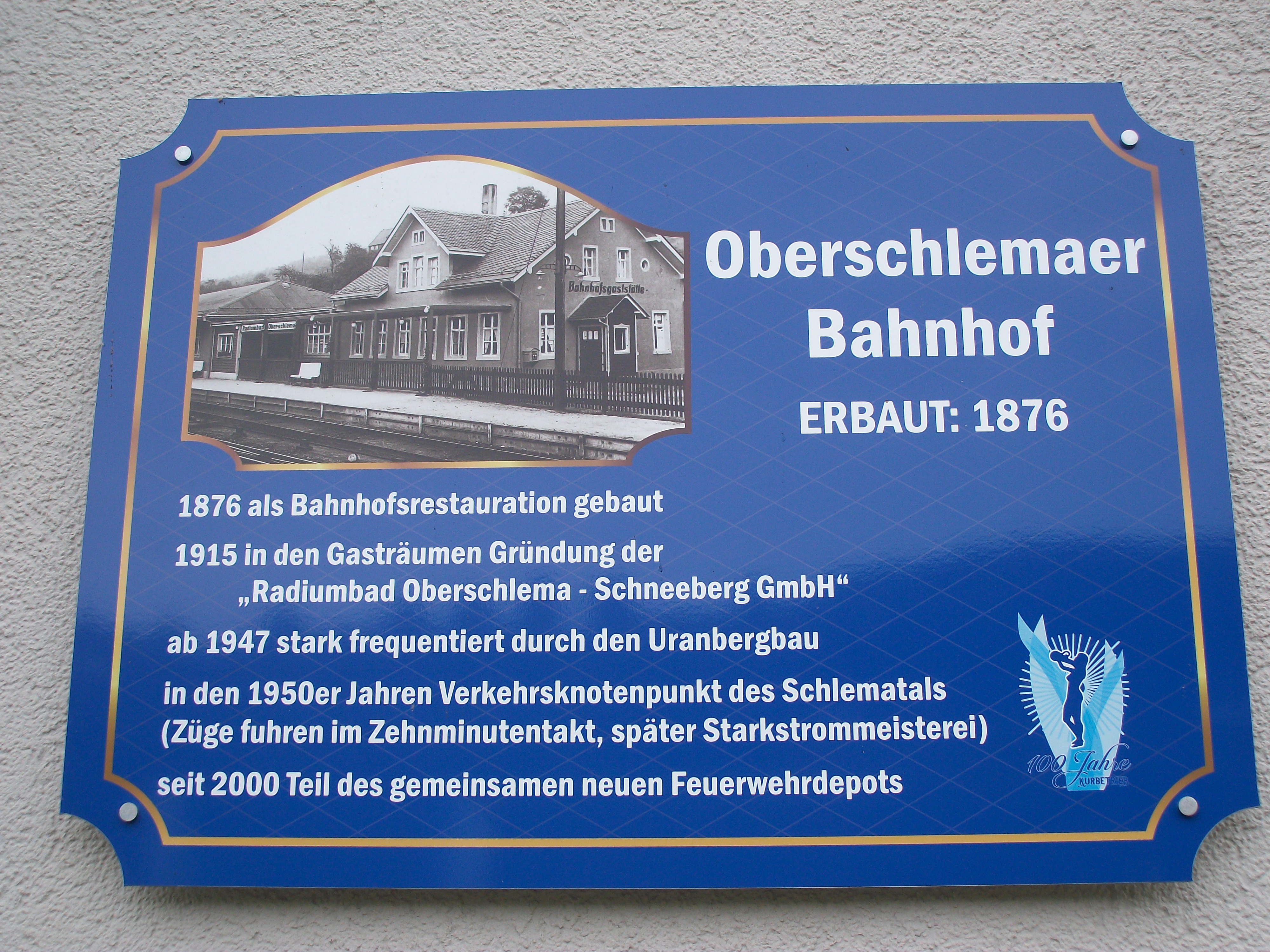
Schlema ob Bf, Infotafel

Schlema unt Bf ⊙
Schlema unt Bf (bis 1953: Niederschlema, bis 1959: Schneeberg-Niederschlema) wurde 1856 mit der Bahnstrecke Zwickau–Schwarzenberg eröffnet und für den Anschluss nach Schneeberg-Neustädtel genutzt. Mit steigender Industrialisierung des Ortes ist ab 1872 eine Güterstation im Bahnhof belegt. 1900 wurde das neue Empfangsgebäude eingeweiht. Mit Bildung des Stadtkreises Schneeberg im Jahre 1952 wurde der Bahnhof Niederschlema in Bahnhof Schneeberg-Niederschlema umbenannt. Nach Auflösung des Stadtkreises Schneeberg und Bildung der Gemeinde Schlema hieß der Bahnhof ab 1958 Schlema unt Bf. Nach grundhafter Umgestaltung des Bahnhofsareals um 2010 wird der Bahnhof von der DB Erzgebirgsbahn als Haltestelle Radonbad Bad Schlema ausgewiesen.

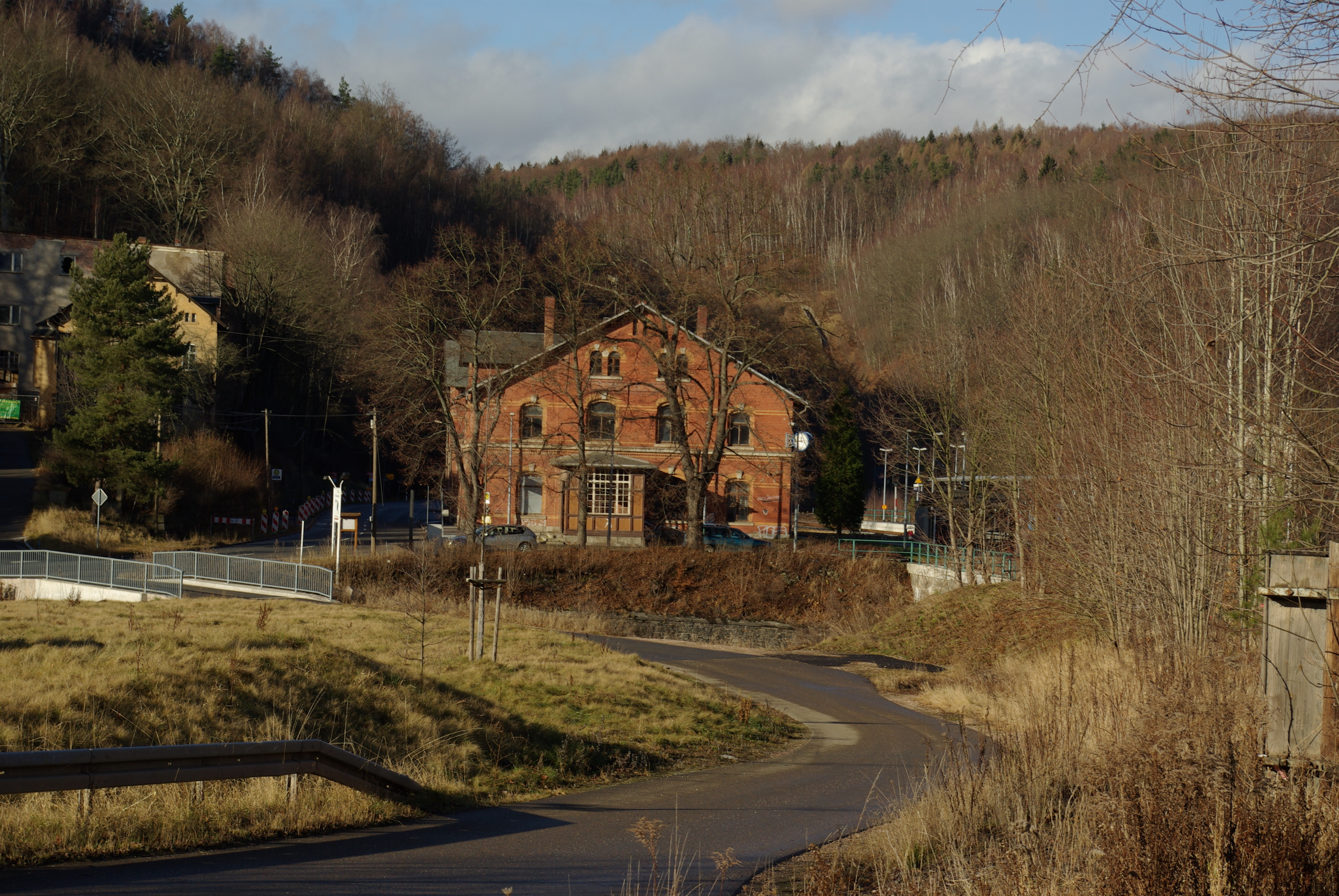
Schlema unt Bf, Empfangsgebäude
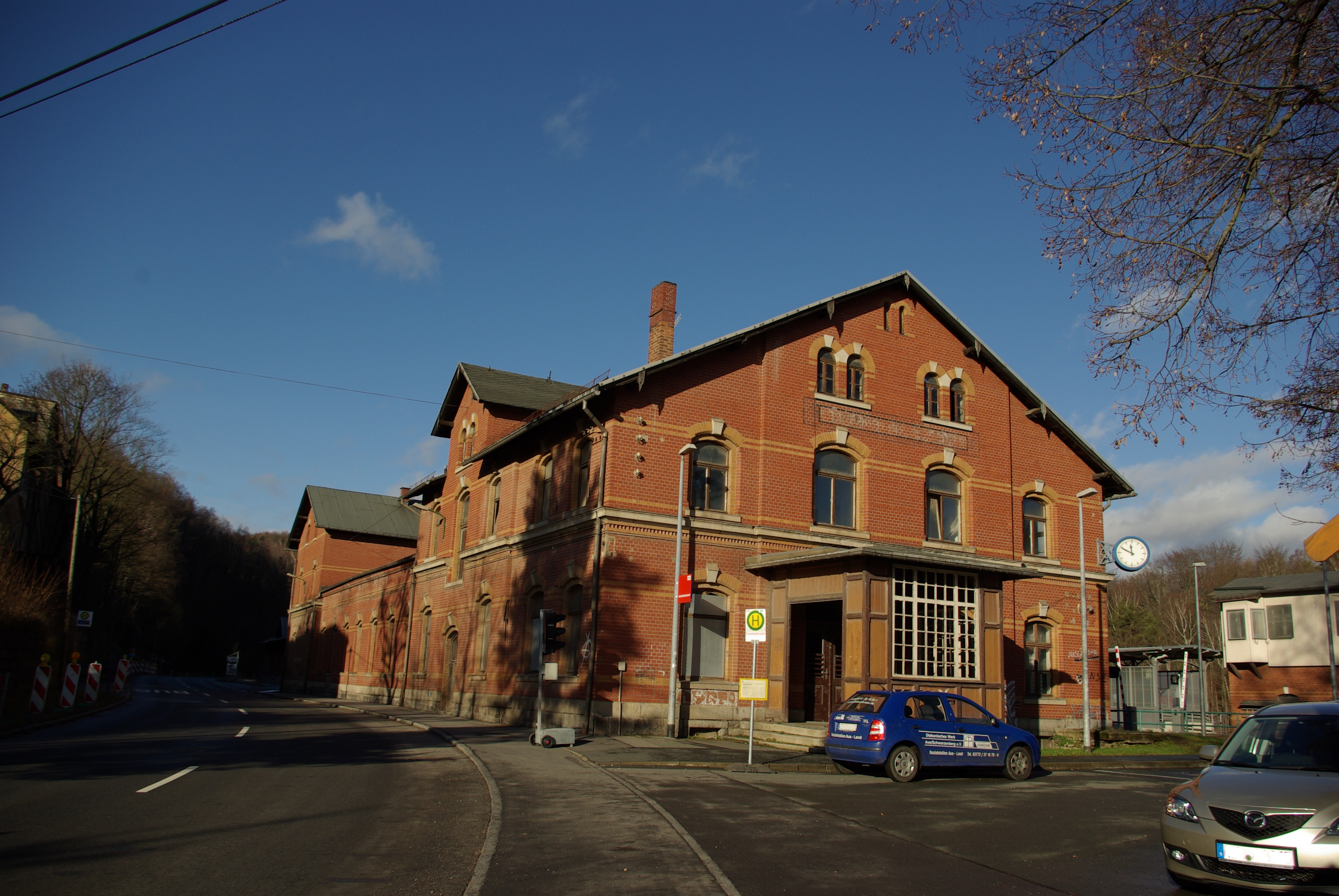
Schlema unt Bf, Empfangsgebäude (2012)
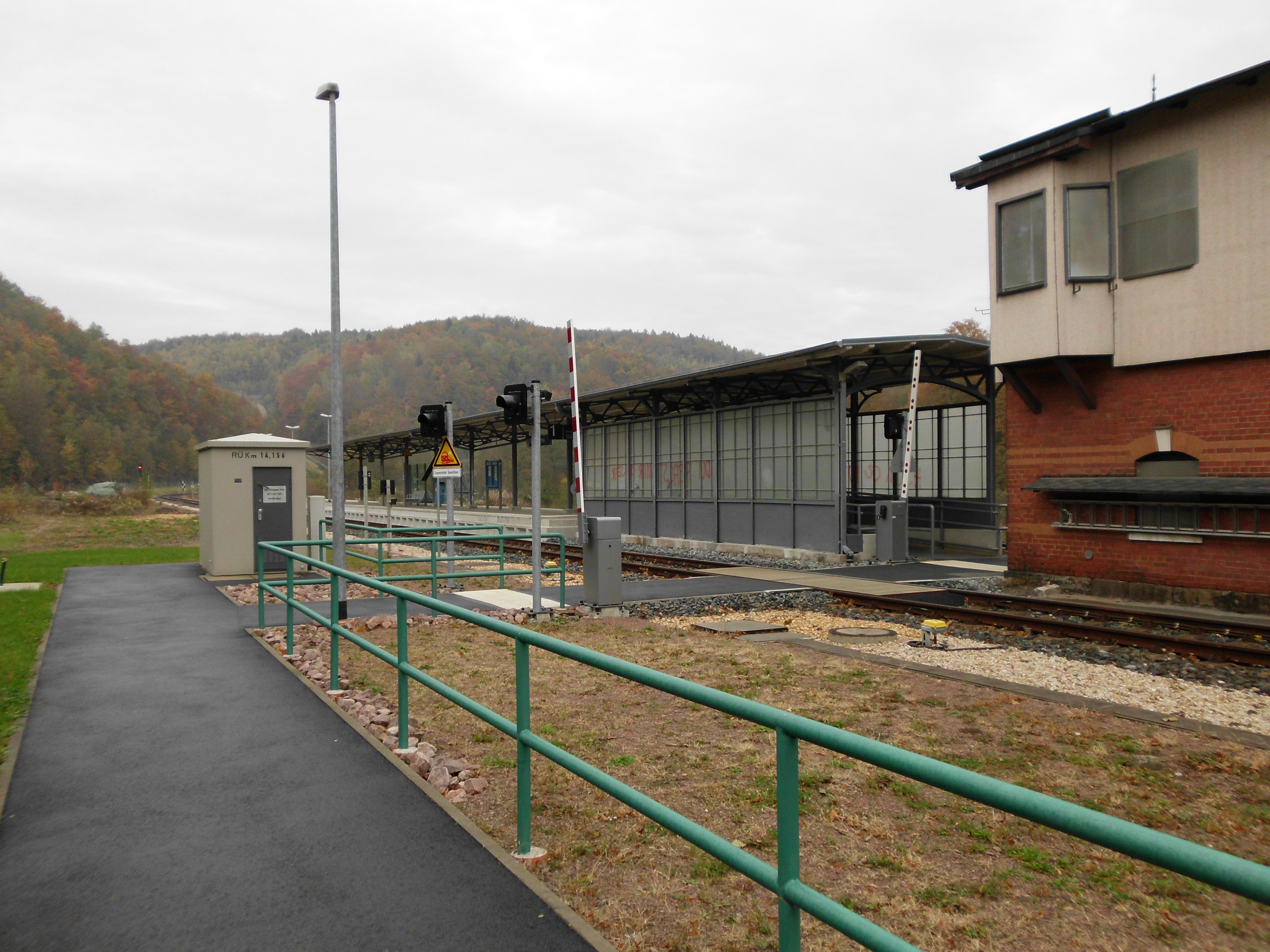
Schlema unt Bf (2011)
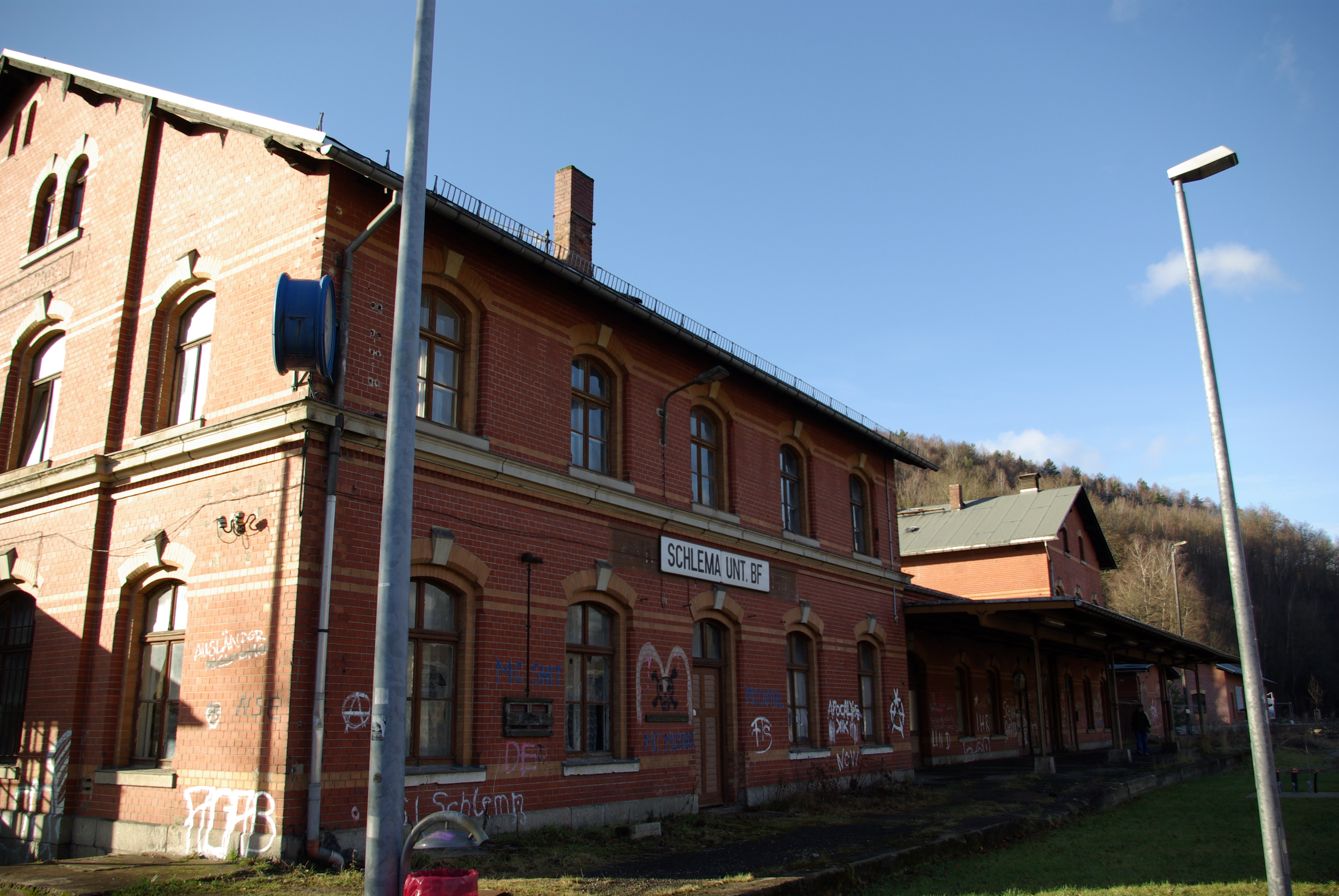
Schlema unt Bf, Empfangsgebäude mit Stationsbezeichnung (2012)

### Geplante Weiterführungen
Folgende Planungen und Petitionen zur Weiterführungen der Strecke wurden abgelehnt:
- 1862: Verlängerung nach Muldenhammer bei Eibenstock
- 1865: Weiterführung nach Schönheide
- 1868: Weiterführung nach Neidhardtsthal durch 14 Orte
- 1868: Weiterführung nach Jägersgrün im Vogtland
- 1887, 1895 und 1896: Projekt Bahnstrecke Schneeberg–Plauen (Antwort: in der Gesamtausführung nicht bauwürdig)
- 1897: Projektpetition Schneeberg–Göltzschtal
- 1898: Antrag für elektrische Eisenbahn Schneeberg–Auerbach/Vogtl. durch private Gesellschaft (Antrag wurde genehmigt, Gesellschaft löste sich auf)
- 1908: Projektpetition Schneeberg–Auerbach/Vogtl. (1910 Vorarbeiten genehmigt; 1910 zweite Petition zum Bau abgelehnt; 1912 Vorarbeiten eingestellt)
- 1910: Plan einer elektrischen Ringbahn Neustädtel–Schneeberg–Oberschlema–Niederschlema–Aue–Auerhammer–Zschorlau (15 km)
- 1913: Petition einer Kleinbahnstrecke Schneeberg–Rothenkirchen–Rodewisch–Eich (Antwort: nicht bauwürdig)
- 1914: Befürwortung einer Eisenbahn Schneeberg–Rodewisch (1919 erneute Petition; aufgrund wirtschaftlicher Situation abgelehnt)
- 1926: Antrag zur Erbauung einer Eisenbahn Schneeberg–Rodewisch (1927 abgelehnt)
- 1934: Vorschlag eines Betriebes mit motorisierten Triebwagen mit 6 Haltestellen
- 1951: geplante Weiterführung nach Eibenstock